# Lotus E20
Lotus E20 — автомобіль Формули-1, розроблений Джеймсом Еллісоном, Мартіном Толлідеєм і Дірком де Біром і побудований командою Lotus F1 Team . Наступник Renault R31, ця модель брала участь у сезоні 2012 року . Пілотами автомобіля були колишні чемпіони Формули-1 Кімі Райкконен і Ромен Грожан, а також Жером д'Амброзіо . У моделі використовується інноваційна система під назвою реактивна підвіска, яка була оголошена незаконною Fédération Internationale de l'Automobile . Оснащений двигунами Renault, автомобіль досяг конкурентоспроможних результатів: десять подіумів, одна перемога та три найшвидші кола. У сезоні 2012 року Lotus набрала 303 бали, що забезпечило їй четверте місце в чемпіонаті конструкторів. Було виготовлено п'ять екземплярів моделі. На зміну моделі прийшов Lotus E21.

## Початок
У 1954 році Колін Чепмен з Lotus Engineering Ltd. створив підрозділ, відповідальний за автоспорт під назвою Team Lotus  . Team Lotus дебютувала у Формулі-1 у 1958 році  . Lotus виграв загалом шість титулів у чемпіонаті серед пілотів і сім у чемпіонаті серед конструкторів  . На початку дев'яностих у команди почалися фінансові проблеми, і після Гран-прі Італії 1994 року через борги вона була передана конкурсним управлінням  . 17 січня 1995 року власник Team Lotus Девід Хант закрив свою штаб-квартиру через заборгованість команди .
У 1996 році малайзійська автомобільна компанія Proton придбала 63,75% акцій Lotus Cars  . З того часу було багато повідомлень про те, що Lotus хоче повернутися у Формулу-1 .
Lotus під ім'ям Lotus Racing повернувся в Формулу-1 в сезоні 2010 року за підтримки уряду Малайзії та малайзійських компаній - Proton, Sepang International Circuit, Tune Group і Naza Motors - і ліцензії Proton на використання назви Lotus   . У першому сезоні після повернення в Формулу-1 Лотус не набрав жодного очка, посівши десяте місце в чемпіонаті конструкторів .

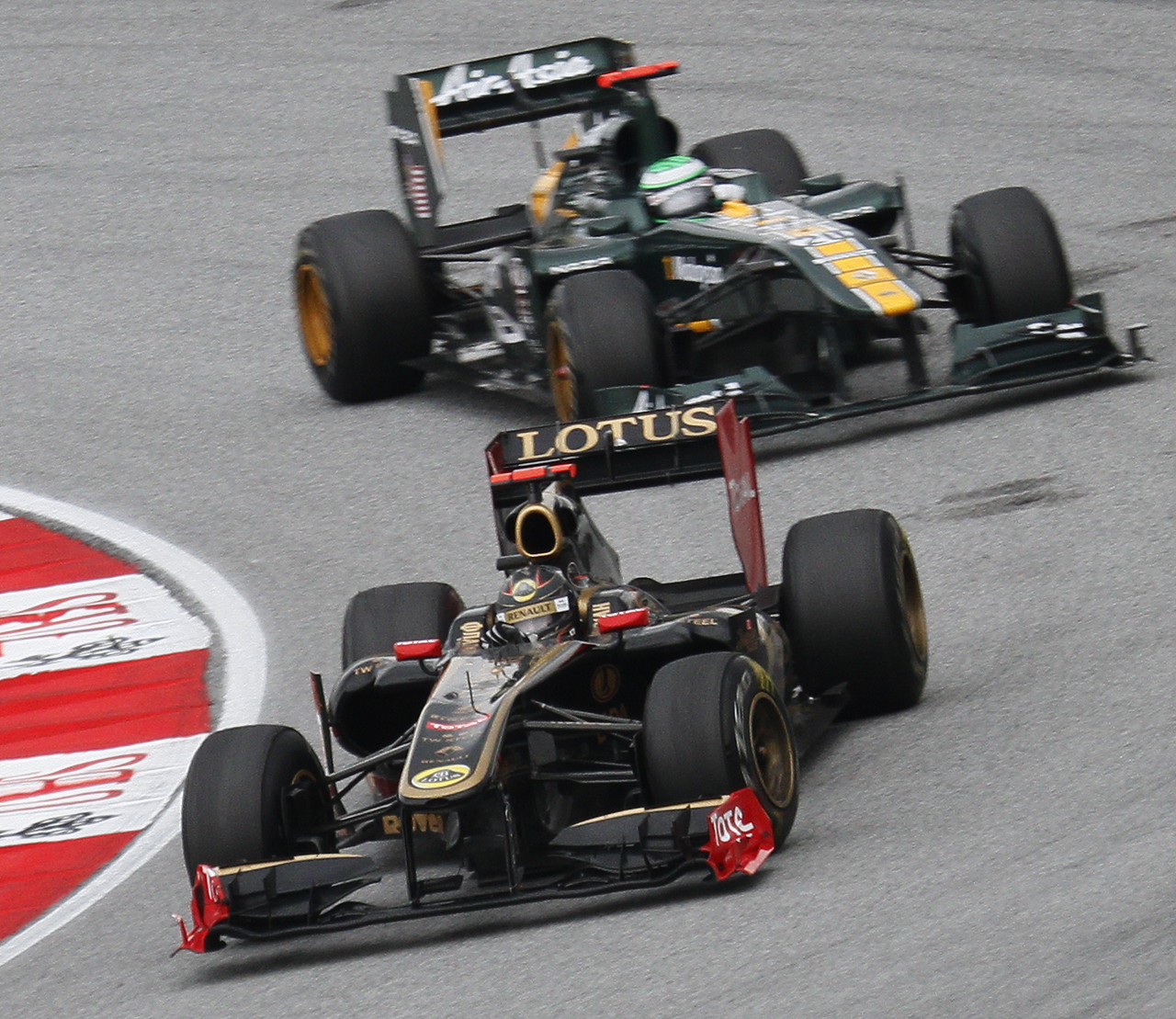
У 2011 році виникла суперечка навколо назви Lotus

У вересні 2010 року власник команди Тоні Фернандес оголосив, що з сезону 2011 року він використовуватиме назву Team Lotus  . Після цього факту Протон розірвав контракт із Фернандесом через «кричущі та постійні порушення ліцензії командою», що поклало початок суперечці щодо назви Lotus  . Крім того, у грудні Lotus Group придбала акції в команді Renault F1 і стала титульним спонсором команди, змінивши назву на Lotus Renault GP  . Крім того, на Renault R31 використовувалася чорно-золота ліврея, що відсилає до лівреї, яка використовувалася в 1970-х і 1980-х роках Team Lotus, коли команду спонсорував John Player Special ; Однак Фернандес раніше планував використовувати подібну кольорову гаму, але пізніше відмовився від цієї ідеї .
У травні 2011 року суд оголосив, що Фернандес порушив умови ліцензійної угоди з Group Lotus і повинен був відшкодувати їм збитки, але мав право використовувати назву Team Lotus у Формулі-1, тоді як Group Lotus мала виключне право використовувати назва Lotus у Формулі-1 і може використовувати чорно-золоту ліврею, що нагадує ліврею автомобіля Team Lotus із періоду спонсорства John Player & Sons у 1970-х та 1980-х роках .
Раніше в квітні Фернандес придбав бренд Caterham  . Після оголошення рішення суду Берні Еклстоун запропонував Team Lotus змінити назву  . Lotus Renault GP і Team Lotus справді вжили заходів для досягнення мирової угоди , і на початку листопада Комісія Формули-1 погодилася, що в сезоні 2012 року Team Lotus змагатиметься під назвою Caterham, а Lotus Renault GP — як Lotus .

## Двигун і коробка передач

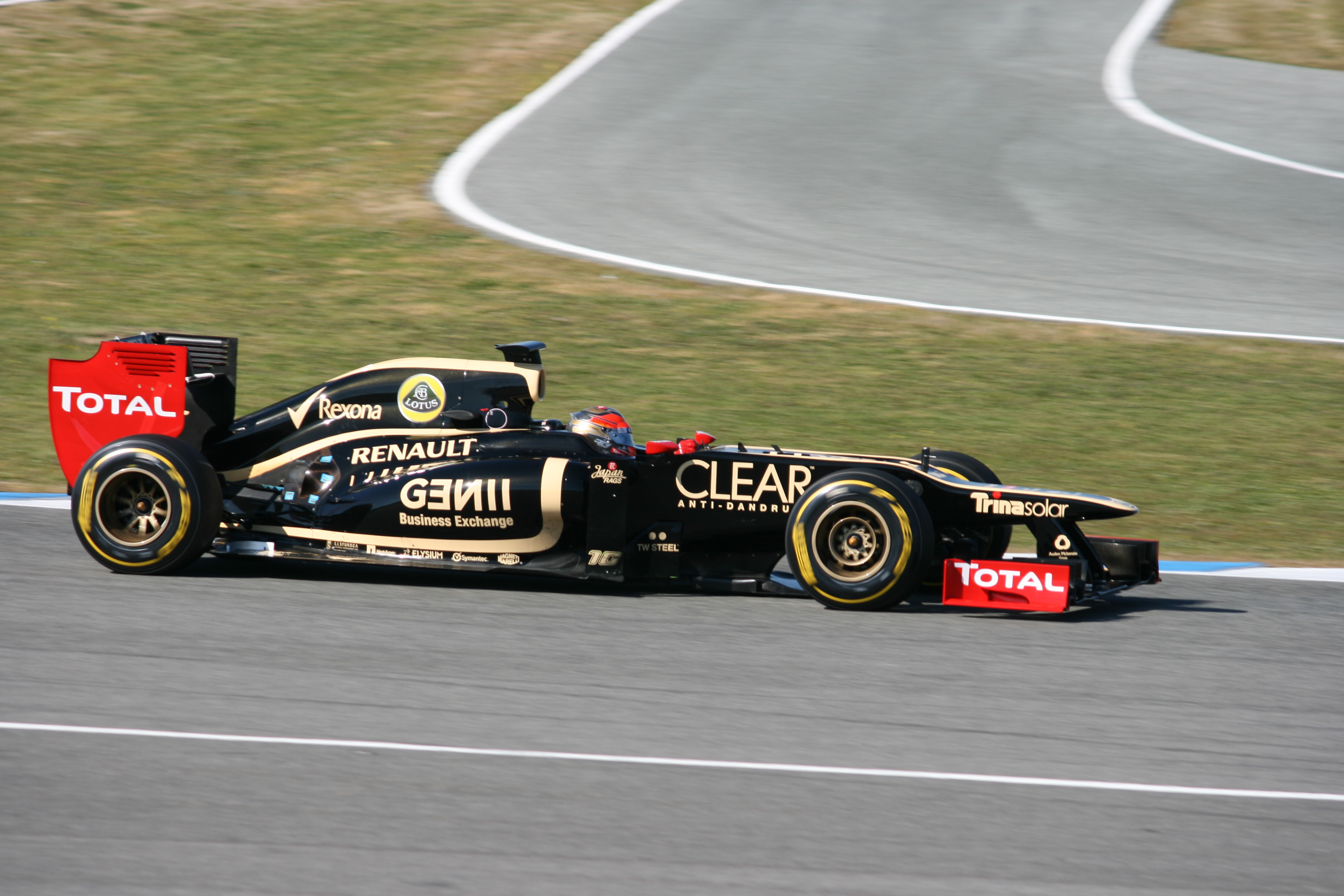
Ромен Грожан тестує E20 у Хересі.

Lotus E20 оснащувався двигунами Renault RS27-2012 2400 куб.см V8  . Цей чотиритактний атмосферний агрегат поздовжнього розташування, який використовувався з 2007 року  мав потужність близько 750 к.с.  . Вісім циліндрів у «V» конфігурації були розташовані під кутом 90° один до одного  . 32 клапана приводилися пневматично  . Головки циліндрів і поршні виготовлені з алюмінієвих сплавів, колінчастий вал — із азотованих сталевих сплавів з противагою у вигляді вольфрамових сплавів, шатун — із титанових сплавів  . Максимальна кількість обертів згідно з регламентом обмежена 18 000 об/хв  . ГРМ складався з подвійних верхніх розподільних валів  . Ізолятор свічки характеризувався напівповерхневим іскровим розрядом  . Мінімальна вага двигуна за нормативами мала складати 95 кг  . В автомобілі використовувалася стандартна система управління Microsoft ECU MES  . Дросель складався з восьми поворотних заслінок  . Згідно з тодішніми правилами, один водій міг використовувати вісім приводів за сезон .
Згідно з правилами KERS дозволено, але не є обов’язковим  . Lotus використовував таку систему, яка складалася з електродвигуна Renault, розміщеного в передній частині двигуна внутрішнього згоряння з генератором і акумуляторами для накопичення енергії  . Повністю заряджений KERS був здатний генерувати 400 кДж енергії, що було еквівалентно 80 к.с. .
Семиступінчаста напівавтоматична титанова коробка передач мала систему «Quickshift», яка робила перемикання передач миттєвим, без втрати часу  .
У бічних секціях розмістили масляний і водяний охолоджувачі з повітряним охолодженням  . Решітки охолодження були встановлені разом з монококом .
На Гран-прі Південної Кореї на моделі E20 вперше була застосована вихлопна система з використанням ефекту Коанда  . Це розташування, яке також використовували в 2012 році McLaren, Ferrari і Red Bull, використовує вигнуту форму кузова в задній частині автомобіля для спрямування потоку вихлопних газів, що створює область низького тиску над дифузором автомобіля    . У системі, яку використовує Lotus, у бічних секціях з'явилися металеві канали, які є невеликими виступами  . Джеймс Еллісон визнав, що невикористання цієї системи Lotus призвело до значних втрат  . Однак Еллісон захищався, кажучи, що прямий вихлоп максимізує потужність, і що використання вихлопу з ефектом Коанди пов’язане з невизначеністю досягнення бажаної притискної сили  . Після Гран-прі Південної Кореї Lotus був задоволений цією компонуванням і залишив її у використанні .

## Кузов і підвіска

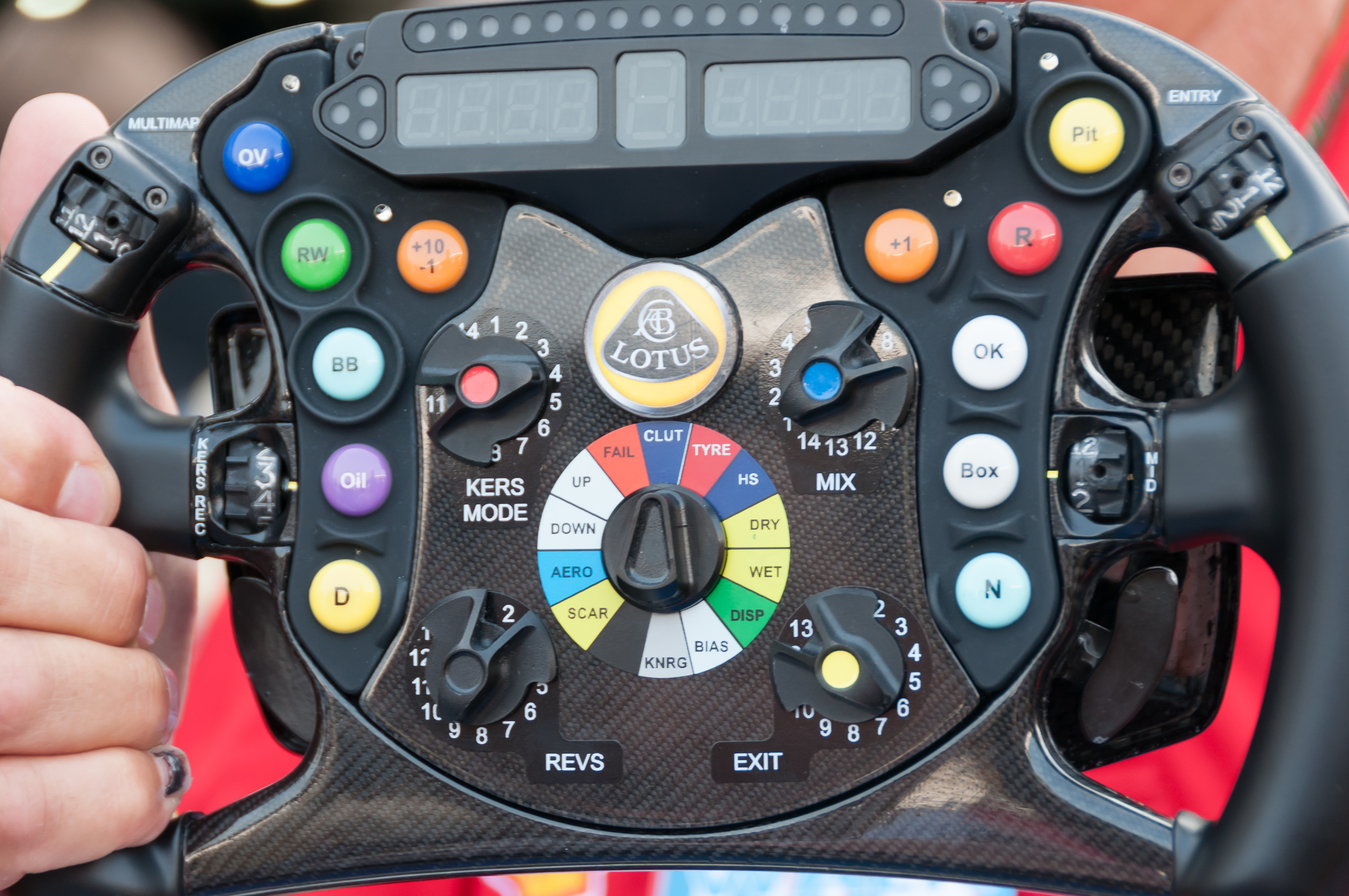
Кермо Lotus E20

Монококова конструкція кузова зі стільниковою структурою була виготовлена компанією Lotus з композиту вуглецевого волокна та алюмінію  . Цей корпус був розроблений для досягнення максимальної міцності з мінімальною вагою  . Двигун був частиною несучої конструкції  . В автомобілі використовувався ступінчастий ніс , який був створений завдяки спробі знайти компроміс між правилами опускання носа і бажанням дизайнерів зберегти передню частину автомобіля якомога вище (якщо ніс піднятий вище, більше повітря можна направити під підлогу та в дифузор )  . На носі було дві горби, що було досить поширеною практикою, але модель E20 була незвичайною тим, що одна горбина була набагато більшою за іншу  . Передній спойлер мало чим відрізнявся від тих, що використовувалися командою в попередніх сезонах  . Для Гран-прі Китаю були змінені форми бічних секцій переднього і заднього спойлерів , а для Гран-прі Іспанії команда привезла нову версію переднього спойлера з покращеними зовнішніми краями, яка мала на меті зменшити потік повітря перед передніми колесами, а не створювати передню притискну силу  . Спеціально для Гран-прі Сінгапуру команда привезла новий задній спойлер, який дає таку ж притискну силу, як і на Гран-прі Монако, але покращує роботу DRS, тобто краще перемикається на цю систему з положення максимальної притискної сили .
Монококова конструкція кузова зі стільниковою структурою була виготовлена компанією Lotus з композиту вуглецевого волокна та алюмінію  . Цей корпус був розроблений для досягнення максимальної міцності з мінімальною вагою  . Двигун був частиною несучої конструкції  . В автомобілі використовувався ступінчастий ніс , який був створений завдяки спробі знайти компроміс між правилами опускання носа і бажанням дизайнерів зберегти передню частину автомобіля якомога вище (якщо ніс піднятий вище, більше повітря можна направити під підлогу та в дифузор )  . На носі було дві горби, що було досить поширеною практикою, але модель E20 була незвичайною тим, що одна горбина була набагато більшою за іншу  . Передній спойлер мало чим відрізнявся від тих, що використовувалися командою в попередніх сезонах  . Для Гран-прі Китаю були змінені форми бічних секцій переднього і заднього спойлерів , а для Гран-прі Іспанії команда привезла нову версію переднього спойлера з покращеними зовнішніми краями, яка мала на меті зменшити потік повітря перед передніми колесами, а не створювати передню притискну силу  . Спеціально для Гран-прі Сінгапуру команда привезла новий задній спойлер, який дає таку ж притискну силу, як і на Гран-прі Монако, але покращує роботу DRS, тобто краще перемикається на цю систему з положення максимальної притискної сили .
Порівняно з Renault R31, підвіска була перероблена для кращої аеродинамічної ефективності  . Передня підвіска складалася з подвійних поперечних важелів з вуглецевого волокна, які керували внутрішнім важелем через систему зв’язків, з’єднаних з торсіонною балкою та внутрішніми амортизаторами  . Задня підвіска складалася з подвійних важелів з вуглецевого волокна, які працювали за допомогою активних тяг, пружин і поперечно встановлених амортизаторів, прикріплених до верхньої частини корпусу трансмісії  .
На автомобілі були використані шини Pirelli P Zero та ковані диски OZ з магнієвого сплаву діаметром 13 дюймів  . Гальмівна система складалася з карбонових дисків і гальмівних колодок  . Гальмівні колодки були виготовлені AP Racing, а головні циліндри AP Racing і Brembo .
Передбачалося використання т. зв реактивної підвіски, тобто системи, яка дозволяє підтримувати постійну висоту підвіски під час гальмування  . Ця система використовувала гідравлічні циліндри, розташовані під поперечними важелями, які могли регулювати висоту підвіски і керувалися водіями шляхом натискання відповідної педалі. Завдяки цьому рішенню передбачалося поліпшити стійкість автомобіля і зменшити надмірний знос шин  . Спочатку це рішення було схвалено Fédération Internationale de l'Automobile, але пізніше федерація заборонила його використання  . FIA роз'яснила, що зміни, внесені в підвіску (подовження лонжерона ) і гальмівну систему (використання нестандартних супортів), суперечать статті 3.15 Технічного регламенту Формули-1, яка забороняє використання мобільних пристроїв для покращення аеродинаміки, і що вся система порушує статтю 10.2.3 тих самих правил, яка забороняє регулювання системи підвіски під час руху автомобіля .
Нововведенням, запровадженим у Mercedes F1 W03, став т.зв подвійний DRS, тобто канал F, активований системою DRS. Таке розташування передбачало розміщення впускних отворів з боків заднього спойлера , направлення повітря через повітроводи в передню частину автомобіля і вихід через отвори, розташовані в нижній частині переднього спойлера  . Це рішення покликане знизити ефективність переднього спойлера на прямих після ввімкнення системи DRS і таким чином збільшити максимальну швидкість  . Росс Браун описав систему як «складається з кількох труб, виготовлених з вуглецевого волокна, які проходять через дно автомобіля», але Lotus протестував проти такого рішення; проте протест британської команди було відхилено  . Тому Lotus вирішила почати роботу над подібною системою і вперше випробувала її під час тренувань до Гран-прі Німеччини та Гран-прі Угорщини  . Незважаючи на те, що наприкінці липня було оголошено про заборону цієї системи з сезону 2013 року, Lotus планувала запровадити її під час Гран-прі Бельгії  . Версія Lotus мала бути пасивною, а отже, відповідати нормам  . Однак через опади під час практики Гран-прі Бельгії Lotus відклав використання цієї системи  . Потім команда відклала дебют системи на Гран-прі Японії на тій підставі, що вона не була налаштована для роботи з умовами низької притискної сили на Гран-прі Італії, і використання її на трасі з високою притискною силою (тобто Гран-прі Сінгапуру ) не буде дасть переваги  . Пізніше команда виключила використання системи на Гран-прі Японії через її невідповідне налаштування  . Хоча система була перевірена під час тестів для молодих водіїв у листопаді на трасі Яс-Маріна , але на початку листопада Lotus визнала, що навряд чи використовуватиме її в сезоні 2012 .
Гумовий паливний бак ATL був посилений кевларом .
Фактична повна маса автомобіля становила 640 кг  . Його довжина становила 5038 мм, висота - 950 мм, а ширина - 1800 мм .
Автомобіль складався з 30 тисяч деталей, а на весь проект пішло 250 000 людино-годин .
Було побудовано п'ять Lotus E20  .

## Водії

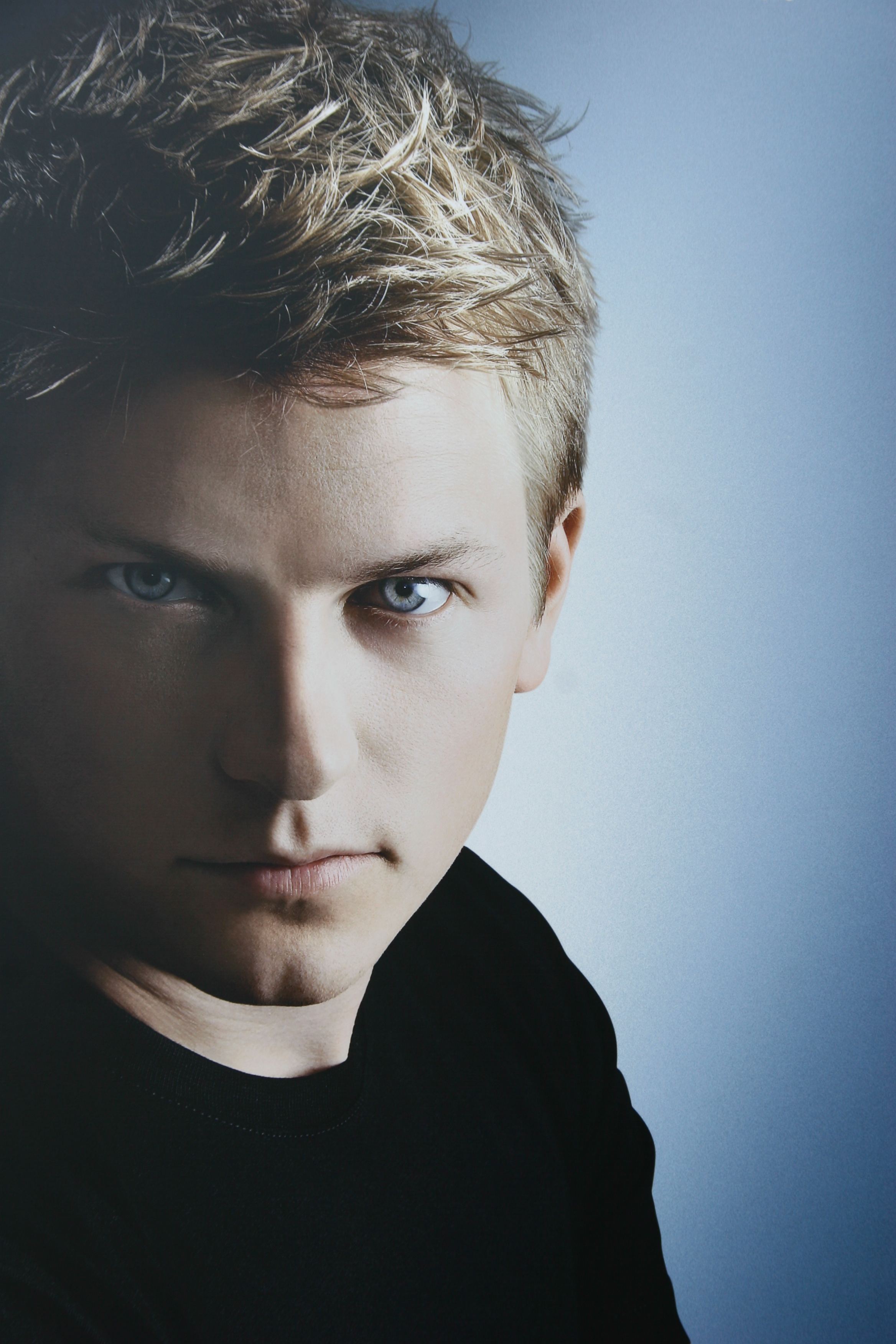
Кімі Райкконен

Пілотами Renault в сезоні 2011 були Віталій Петров і Нік Гайдфельд, яких пізніше змінив Бруно Сенна  . У Петрова був контракт з Renault (пізніше перейменована в Lotus) на сезон 2012 , тоді як Бруно Сенна, Ромен Грожан , Роберт Кубіца , Марк Веббер  і Кімі Райкконен були серед кандидатів на друге місце. водій .
Першим пілотом команди в сезоні 2012 став Кімі Райкконен  . До 1999 року Райкконен успішно виступав у картингу, вигравши чемпіонат Фінляндії ICA, північний чемпіонат ICA та чемпіонат Фінляндії у Формулі A тощо  У 1999 році фін дебютував в гонках на одномісних автомобілях, вигравши зимовий випуск британської Формули Renault 2.0  . Через рік він виграв британську Формулу Renault 2.0  . У вересні 2000 року Райкконен протестував Заубера на трасі Мугелло, після чого Петер Заубер вирішив найняти фіна гонщиком у свою команду на сезон 2001  . Комісія Формули-1 видала Райкконену суперліцензію, завдяки якій, незважаючи на невеликий досвід, він міг дебютувати у Формулі-1  . У своєму першому сезоні фін набрав 9 очок і посів 10 місце в заліку пілотів, після чого перейшов у McLaren  . У цій команді в 2003 році Райкконен здобув першу перемогу і став віце-чемпіоном світу, що повторив у сезоні 2005  . У 2007 році він перейшов у «Феррарі», де виграв титул чемпіона світу  . Після сезону 2009 року та 18 перемог фін пішов з Формули-1 і протягом двох років виступав у Чемпіонаті світу з ралі .

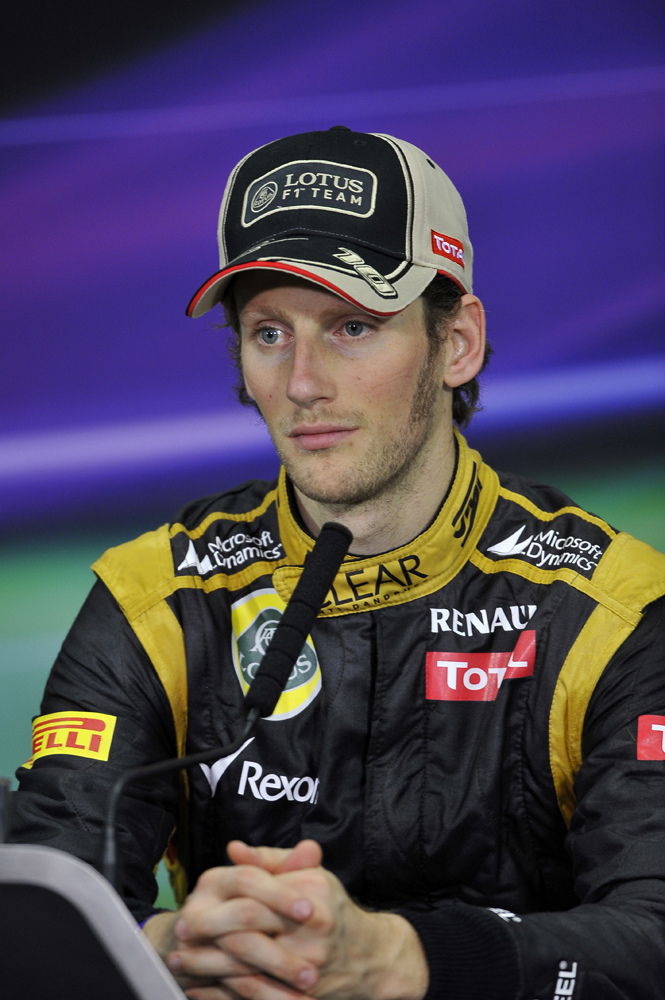
Ромен Грожан

Незважаючи на важливий контракт, Петров не став пілотом Lotus у сезоні 2012 року, тому що його змінив Ромен Грожан  . У 2001 році Грожан виграв Чемпіонат Франції з картингу ICA, а в 2003 році почав брати участь в гонках на одномісних автомобілях  . У тому ж році Грожан виграв швейцарські чемпіонати Formula Renault 1.6 і Formula Lista Junior  . У 2004 році він фінішував сьомим у французькій Формулі Рено 2.0, а через рік виграв серію  . У 2006 році він дебютував у Формулі-3 Євросерії, яку виграв у 2007 році  . У 2008 році він виграв азіатську серію GP2 і був четвертим у серії GP2  . Він продовжував виступати в серії GP2 у 2009 році , поки не замінив Нельсона Піке-молодшого в Renault у Формулі-1  . Порівняно з Фернандо Алонсо француз показав погані результати  і посів 23-е місце в підсумковій класифікації  . У 2010 році Грожан брав участь у таких серіях, як FIA GT1, Auto GP (яку він виграв) і серія GP2  . У 2011 році француз брав участь в азіатських серіях GP2 і GP2 Series і став їх чемпіоном .
Тест-пілотом Lotus у 2012 році був Жером д'Амбросіо  . У картингу бельгієць домігся непоганих результатів — він виграв, серед іншого, Кубок світу Формули А 2003 року  . У 2003 році він дебютував в гонках на одномісних автомобілях: виграв бельгійську Формулу Рено 1.6 і став четвертим у Формулі Кеніг  . Через рік у французькій Формулі Рено 2.0 він фінішував четвертим у підсумковій класифікації  . У сезоні 2005 року він брав участь у гонках в Італії, фінішував четвертим у місцевій Формулі Рено, третім у зимовому випуску цієї серії та шостим у італійській Формулі 3000  . У 2006 році д'Амбросіо фінішував п'ятим в італійській Формулі-3000 і Євросерії 3000  . Через рік він брав участь у гонках International Formula Master, де виграв  . У 2008 році він брав участь, серед інших, у серії GP2 та азіатській серії GP2 — в обох цих серіях він фінішував на одинадцятому місці  . На рубежі 2008 і 2009 років він посів друге місце в азіатській серії GP2, а в 2009–2010 роках продовжив виступати в гонках серії GP2, посівши дев'яте і дванадцяте місця відповідно  . У 2011 році дебютував у Формулі-1 у складі команди Marussia Virgin Racing, посівши 24 місце в генеральній класифікації .

## Презентація та тести
|                                                                       | «Автомобіль легкий у керуванні та передбачуваний у будь-який час, особливо у швидкісних поворотах, і коли ви витискаєте максимум, він легко входить в поворот». |
| — Ромен Грожан, Ромен Грожан на Lotus E20 після першої тестової сесії | |

23 січня 2012 року модель успішно пройшла краш-тести  і була представлена 5 лютого; презентація також транслювалася через веб-сайт гурту   . Модель була розроблена в Enstone з 
використанням 60% аеродинамічної труби та технології CFD  . Назва автомобіля походить від того факту, що це двадцятий автомобіль, сконструйований на заводі в Енстоуні, де також випускалися Benetton і Renault  . Оскільки Lotus F1 Team не хотіла посилатися на традиції Team Lotus, Toleman, Benetton і Renault, вони поставили на автомобіль три зірки, посилаючись на три титули чемпіона світу серед конструкторів, виграні Benetton ( 1995 ) і Renault ( 2005 - 2006 )  . В офіційному анонсі презентації Lotus вказав на зміни, внесені в модель з 2011 року, і новий склад водіїв  . Також було виявлено, що новим спонсором команди стала компанія Unilever, яка рекламувала автомобіль Clear і Rexona  . Кімі Райкконен висловив надію, що E20 стане переможним болідом , а Ромен Грожан висловив готовність повернутися до Формули-1  . Керівник команди Ерік Бульє припустив, що Lotus E20 має кілька інновацій  . Співвласник команди Жерар Лопес заявив, що метою Lotus було четверте місце в кінці сезону .

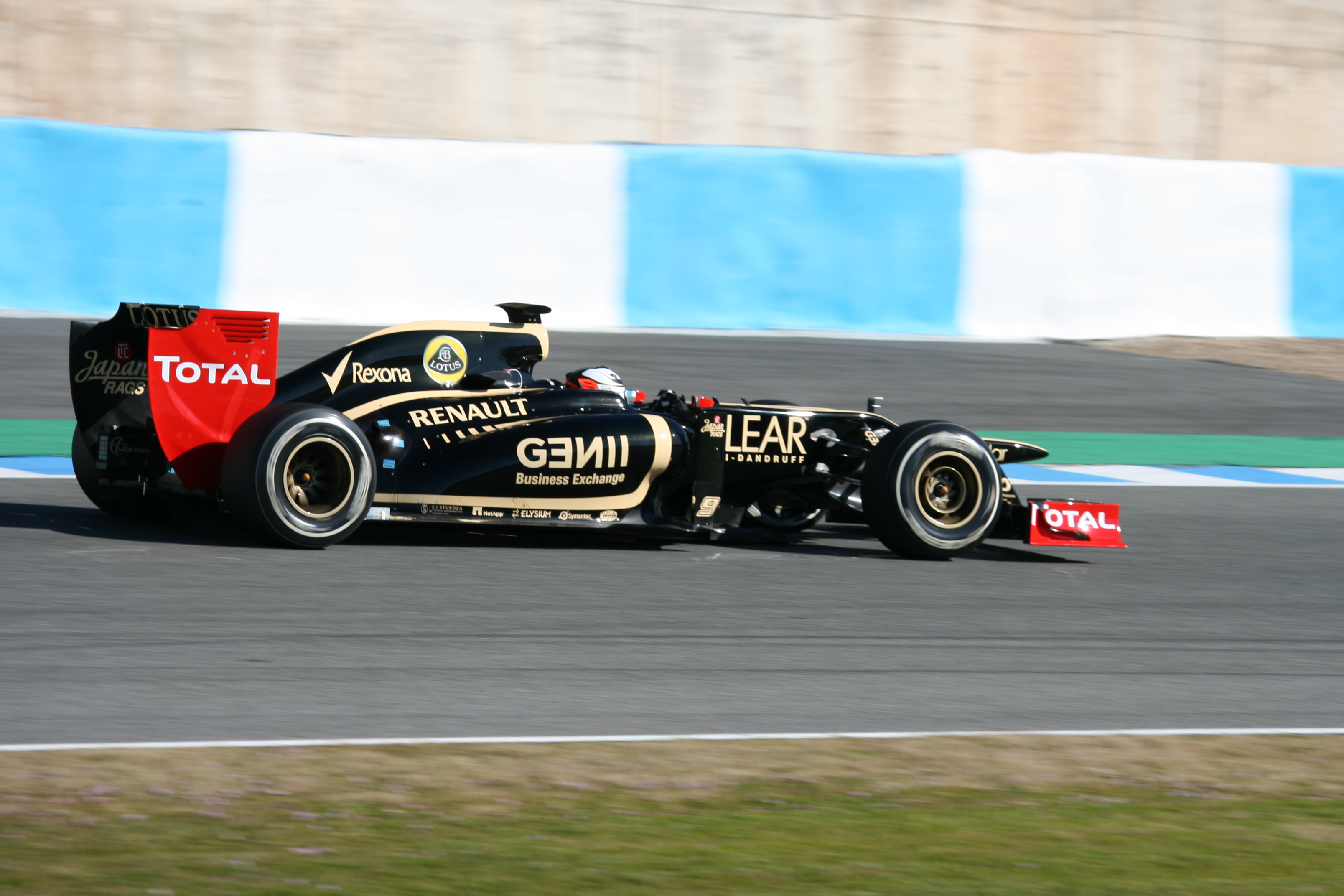
Кімі Райкконен під час тестування на трасі Circuito Permanente de Jerez 7 лютого 2012 р.

Після перших поїздок автомобіля Райкконен високо відгукувався про нього, підкреслюючи той факт, що «автомобіль добре працює на першій і другій передачах» .
Перша групова тестова сесія відбулася 7-10 лютого в Хересі . У перший день модель очолив Райкконен, який захопив лідерство з самого початку сесії та виграв її, проїхавши 75 кіл і встановивши найкращий час 1:19.670  . Фін визнав, що час кола не мав значення, головне те, що у нього не було серйозних проблем, і він був задоволений балансом машини  . На другий день він також випробував Райкконена. Вранці фін зайшов занадто широко в Dry Sack, вдарився об край пральної дошки і пошкодив дошку під підлогою   . Незважаючи на це, фінський гонщик зумів проїхати 117 кіл і з часом 1:20.239 став п'ятим, відставши від першого Міхаеля Шумахера на 1.678 секунди  . У третій день Lotus E20 протестував Грожан, який з часом 1:18.419 і 117 кіл завершив сесію на другому місці, відставши від Ніко Росберга на 0.806 секунди  . Грожан високо оцінив автомобіль, який, на його думку, добре показав себе при різних навантаженнях на паливо та на різних типах шин  . У четвертий день Грожан проїхав 95 кіл і встановив п’яте місце – 1:19,729, відставши від Фернандо Алонсо, який посів перше місце, на 0,852 секунди  . Після першої тестової сесії конкуренти високо оцінили Lotus: Льюїс Хемілтон сказав, що «Lotus виглядає досить вражаюче», Себастьян Феттель похвалив швидкість і послідовність Lotus, Марк Веббер сказав, що час Грожан у третій день тестування був дуже хорошим, а Ніко Хюлкенберг визначив модель. E20 як «ракета з неймовірним зчепленням»  . Чемпіон світу Формули-1 1982 року  Кеке Росберг висловив думку, що Red Bull і Lotus справили найкраще враження після першої тестової сесії.
Друга тестова сесія відбулася на трасі Circuit de Catalunya 21-24 лютого. У перший день найшвидшим був Себастьян Феттель  . Грожан був передостаннім - десятим з часом 1:26.809, тобто на 3,5 секунди гірше Феттеля  . Це було пов'язано з тим, що француз проїхав лише сім кіл, оскільки виявилося, що нове шасі боліда вело себе не так, як слід  . Спочатку Lotus планувала продовжити тестування з другим шасі , але 21 лютого команда вирішила повністю відмовитися від другого тестового сеансу та вирішила повернутися в Енстоун для аналізу проблеми  . Водії команд применшили цю ситуацію   . Спочатку повідомлялося, що проблема Lotus була в кріпленні двигуна , але насправді причиною були проблеми з кріпленням одного з елементів передньої підвіски, які були усунені наприкінці лютого .

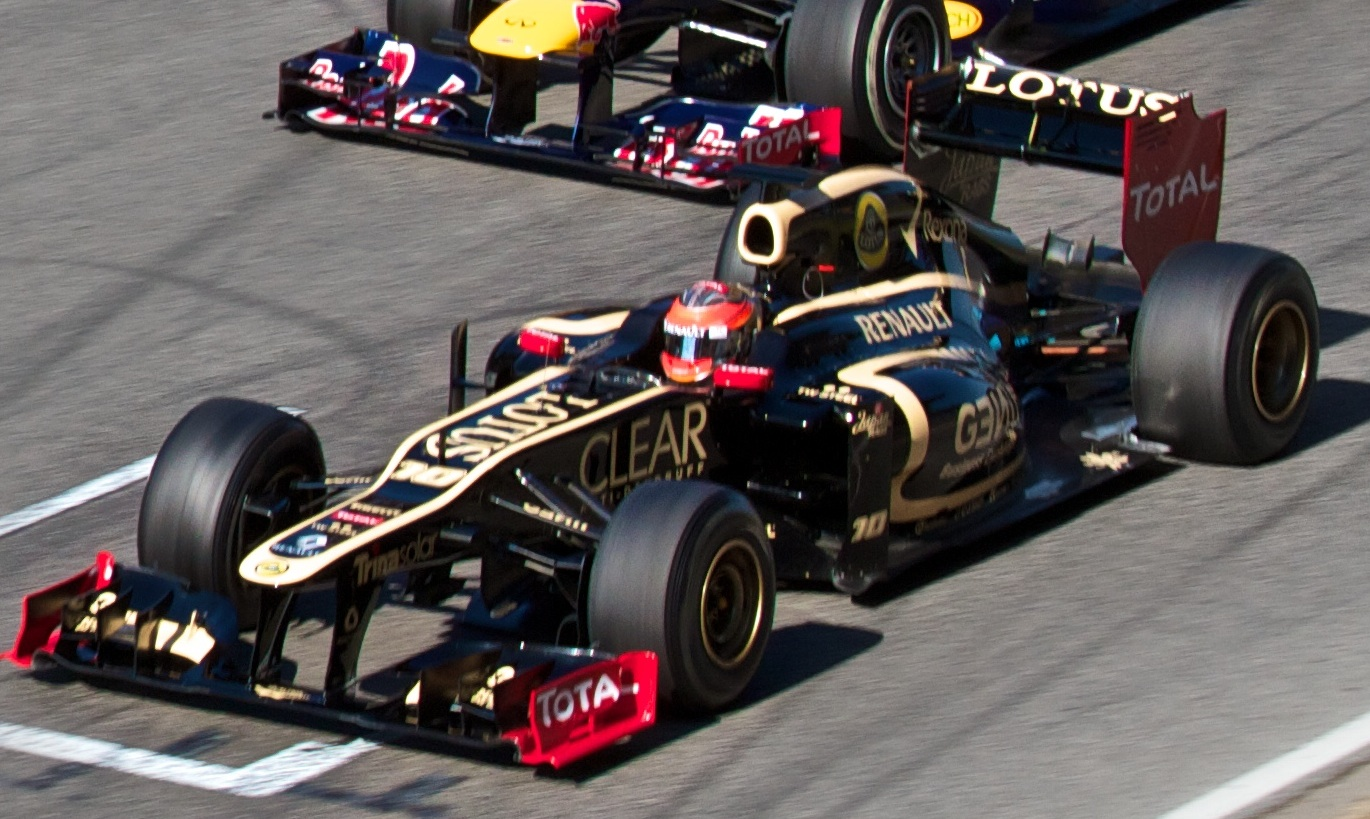
Ромен Грожан під час тестування на трасі Circuit de Catalunya 2 березня 2012 р.

Третя і остання передсезонна тестова сесія відбулася з 1 по 4 березня знову на трасі Circuit de Catalunya. Для цієї сесії Lotus привіз новий передній спойлер, верхні елементи якого були більш вигнутими порівняно зі старшою версією  . Перші два дні він тестував Грожан, а третій і четвертий – Райкконен. 1 березня найшвидший час (1:23.252) встановив Грожан після проходження 73 кіл; вранці француз здійснив короткі пробіжки, а вдень встановив свій найкращий результат на м'яких шинах  . На другий день Грожан знову був найшвидшим, цього разу проїхавши 124 кола та встановивши час 1:22.614, встановлений наприкінці сесії після серії швидких кіл після симуляції гонки  . На третій день Райкконен проїхав 43 кола, оскільки у його автомобіля виникла поломка рульової колонки  . Фін показав останній, десятий час - 1:25.620, поступившись першому Серхіо Пересу понад 3,5 секунди  . Райкконен виграв останній день тестування, проїхавши 121 коло та показавши найкращий час 1:22,030 .
Ерік Бульє відзначив легкість керування моделлю та хорошу реакцію на дії водіїв та інженерів після тестів. Глава Lotus F1 Team відзначив якість виготовлення, підгонку деталей і надійність .
Виступаючи перед Гран-прі Австралії, Кімі Райкконен високо оцінив зчеплення, повороти та стабільність автомобіля під час гальмування .

## E20 в гонках
Під час першої частини кваліфікації (Q1) на Гран-прі Австралії Райкконен припустився помилки, намагаючись пройти своє найшвидше коло, і фінішував  . Грожан вийшов у Q3  . В останній частині кваліфікації француз фінішував третім з результатом 1:25.302  . На старті гонки Грожан опустився на шосте місце, його випередили Міхаель Шумахер, Ніко Росберг і Себастьян Феттель  . Наприкінці кола француз зіткнувся з Пастором Мальдонадо і вилетів з гонки  . Тим часом Райкконен добре стартував і був 12-м після другого кола  . На одинадцятому колі фінський пілот випередив Серхіо Переса  . Після вибуття з Шумахера на одинадцятому колі та піт-стопів кількома суперниками на тринадцятому колі фін піднявся на п’яте місце  . На 21 колі Райкконен пройшов у бокси і повернувся на трасу на 11 позиції, але через два кола випередив Камуї Кобаясі, а на 25 колі — Феліпе Массу  . На 37-му колі  через невдачу Віталія Петрова на трасу вилетіла машина безпеки, чим скористався, в тому числі, Райкконен, заходячи на другий піт-стоп  . Через одне коло після ями автомобіля безпеки фін опустився на 10-е місце після того, як його обігнав Кобаяші, а через декілька хвилин у нього почалися проблеми із заднім спойлером  . На останньому колі Райкконен випередив Переса, а після аварії Мальдонадо та проколу Росберга завершив Гран-прі Австралії на сьомому місці .

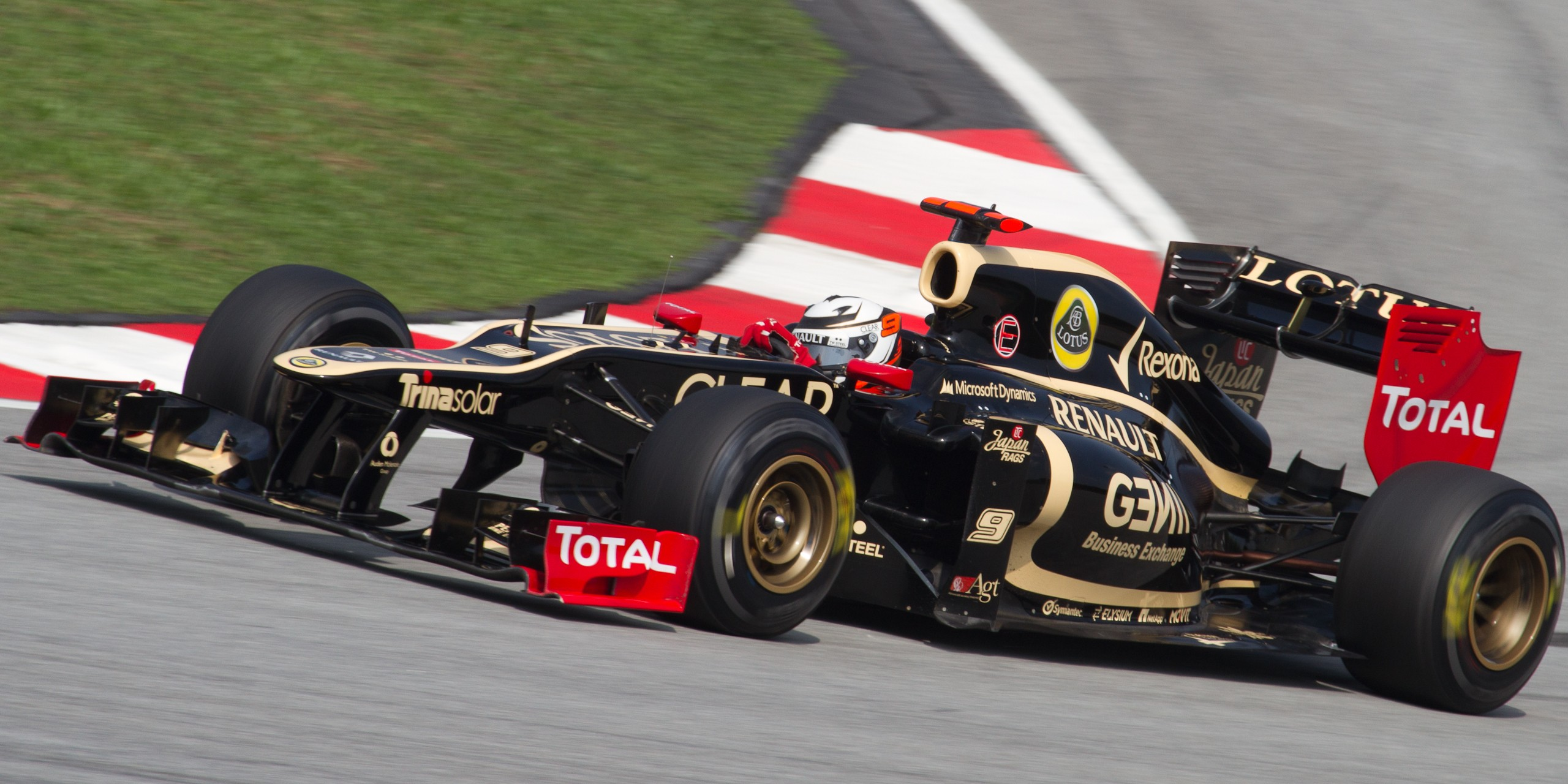
Кімі Райкконен на Гран-прі Малайзії

Під час Гран-прі Малайзії обидва пілоти Lotus кваліфікувалися в Q3 (у Q1 Райкконен і Грожан отримали восьмий і дев'ятий час відповідно, а в Q2 — перше і шосте)  . У Q3 Райкконен зрівнявся з часом Марка Веббера (1:36,461) і кваліфікувався п’ятим, але після неправомірної зміни коробки передач йому дали п’ять місць штрафної таблиці, залишивши сьомого Грожан (1:36,658) на одну позицію  . На старті дощової гонки Грожан піднявся на третє місце, але на першому колі зіткнувся з Шумахером і опустився на останню позицію  . У свою чергу Райкконен був восьмим після першого кола  . На четвертому колі Грожан збіг з траси і зійшов з гонки  . Через коло Райкконен пішов у бокси, щоб змінити шини на дощові  . Через дедалі сильніший дощ на сьомому колі автомобіль безпеки виїхав на трасу, а через два кола гонку було припинено  . Після перезапуску гонки автомобіль безпеки був на трасі ще п'ять кіл перед пітингом; на цьому етапі умови були достатньо хорошими, тому кілька пілотів, у тому числі Райкконен , вийшли на піт-столи, щоб замінити шини на проміжні. Після з'їзду інших пілотів Райкконен був шостим на наступних двох колах  . На 24 колі фін випередив Росберга  . На 40-му колі траса була досить сухою, тому пілот Lotus вирішив одягнути слікові шини  . Після зіткнення між Себастьяном Феттелем і Нараїном Картікеяном на 47 колі Райкконен піднявся на п'яте місце і завершив гонку на цій позиції  . Фін також став автором найшвидшого кола в гонці .
Під час кваліфікації на Гран-прі Китаю Райкконен і Грожан вийшли в Q3  . У третій частині кваліфікації фін посів п’яте місце — 1:35,898, а француз не проїхав жодного кола на час і фінішував на десятому місці  . Однак покарання, накладене на другого Льюїса Хемілтона за неправильну заміну коробки передач, призвело до того, що Райкконен почав гонку з четвертого місця  . На старті Райкконен утримав свою позицію, а Грожан був випереджений Массою  . Після серії перших піт-стопів Райкконен був сьомим, а Грожан — десятим  . Перед серією других піт-стопів Райкконен був другим (28 коло), а Грожан третім (32 коло)  . Незабаром після повернення на трасу Грожан вилетів з траси, і його наздогнали Хемілтон і Веббер  . Пізніше, однак, французу вдалося випередити Переса і Мальдонадо; тим часом Райкконен піднявся на друге місце   . У автомобіля фіна на 48 колі дуже швидко почали зношуватися шини, внаслідок чого протягом двох кіл він опустився на чотирнадцяте місце  . Грожан фінішував шостим, набравши перші очки у Формулі-1 у своїй кар'єрі , тоді як Райкконен фінішував 14-м .

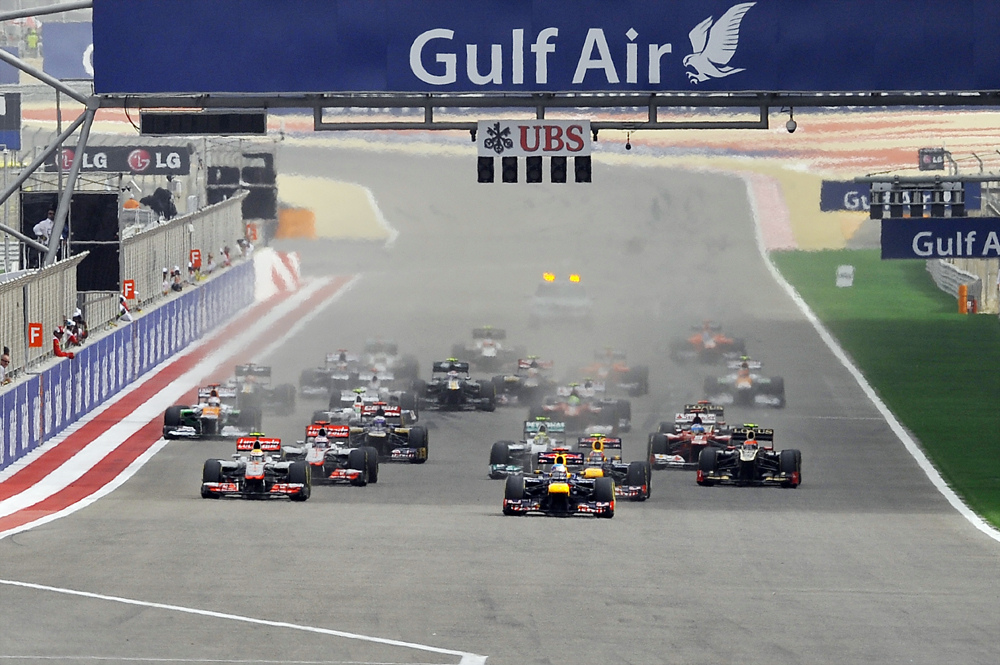
Старт гонки Гран Прі Бахрейну

Під час відбіркової сесії Гран-прі Бахрейну Райкконен не зміг пройти в Q3, показавши час 1:33.789 у другій частині сесії, що забезпечило йому одинадцяте місце  . Це було пов'язано з тим, що фін хотів зберегти шини для гонки і проїхав лише одне коло на час у цій частині сесії  . Грожан, з іншого боку, перейшов до Q3, де показав час 1:33.008, забезпечивши йому сьоме місце  . На старті гонки Грожан піднявся на четверте, а Райкконен — на сьоме місце  . Тоді фіна випередив Феліпе Масса, але він зумів відновити свою позицію, ще більше випередивши Дженсона Баттона  . Тим часом на третьому колі Грожан обігнав Веббера, а на шостому Хемілтона і піднявся на другу позицію  . На десятому колі Райкконен випередив Фернандо Алонсо  . На десятому колі Грожан зробив перший піт-стоп, а за ним Райкконен  коло. Повернувшись на трек, Райкконен випередив Веббера, що означало, що він був третім після піт-стопів Ді Рести та Кобаяші, при цьому показавши кращий час кола, ніж Грожан  . На 26 колі фін вийшов у бокси, за ним Грожан через коло, позаду Райкконена  . Райкконен безуспішно намагався наздогнати лідера Феттеля і фінішував на другому місці, а Грожан став третім .
З 1 по 3 травня групові тестування проходили на трасі Муджелло . У перший день за кермом E20 був Жером д'Амбросіо . У дощову погоду бельгієць проїхав 40 кіл і став четвертим із найкращим часом 1:24,048  . У другий і третій дні автомобіль випробував Грожан і виграв обидві сесії. У другий день француз проїхав 97 кіл і показав найкращий час 1:21.603 (ідентичний Камуї Кобаяші) , а в третій день він проїхав 66 кіл і його найкращий час склав 1:21.035 .
Обидва пілоти Lotus брали участь у Q3 на Гран-прі Іспанії  . Грожан був четвертим із часом 1:22,424, тоді як Райкконен був на 0,063 секунди повільнішим, що розмістило його  . Однак після кваліфікації переможець поул-позишн Льюїс Хемілтон був оштрафований за те, що не пройшов коло швидкісного спуску, в результаті чого обидва пілоти Lotus стартували на одну позицію вище  . На старті Грожан опустився на п'яте місце, його випередили Райкконен і Росберг  . Однак на восьмому колі француз піднявся на четверту позицію  . Обидва пілоти команд зробили три піт-стопи  . Райкконен фінішував третім, а Грожан –  . Також Грожан записав найшвидше коло гонки  . Після гонки фін висловив розчарування своїм результатом .
У Q3 на Гран-прі Монако Грожан фінішував п'ятим з часом 1:14.639, а Райкконен з часом 1:15.199 був восьмим  . Однак через зіткнення з Бруно Сенною на Гран-прі Іспанії переможець поул-позишн Міхаель Шумахер отримав п'ять місць штрафної решітки, через що Грожан почав гонку з четвертого місця  . На старті Грожан повернув у бік лівої набережної, і Шумахер зачепив заднє колесо боліда француза переднім колесом, завершивши пробіг Грожан  Після цього інциденту автомобіль безпеки виїхав на трасу і покинув трасу на четвертому колі  . Оскільки погодні умови були невизначеними (існував ризик дощу), Lotus вирішила змінити шини Райкконена якомога пізніше, що виявилося неправильною стратегією, і фін регулярно відставав від передніх  . Фінський гонщик вийшов у бокси на 29 колі  . З 40-го до 63-го кола Райкконен займав одинадцяту позицію , а потім піднявся на одну сходинку після проблем Шумахера з болідом  . Після другого піт-стопу Жана-Еріка Верня фін піднявся на дев'яте місце і там фінішував .

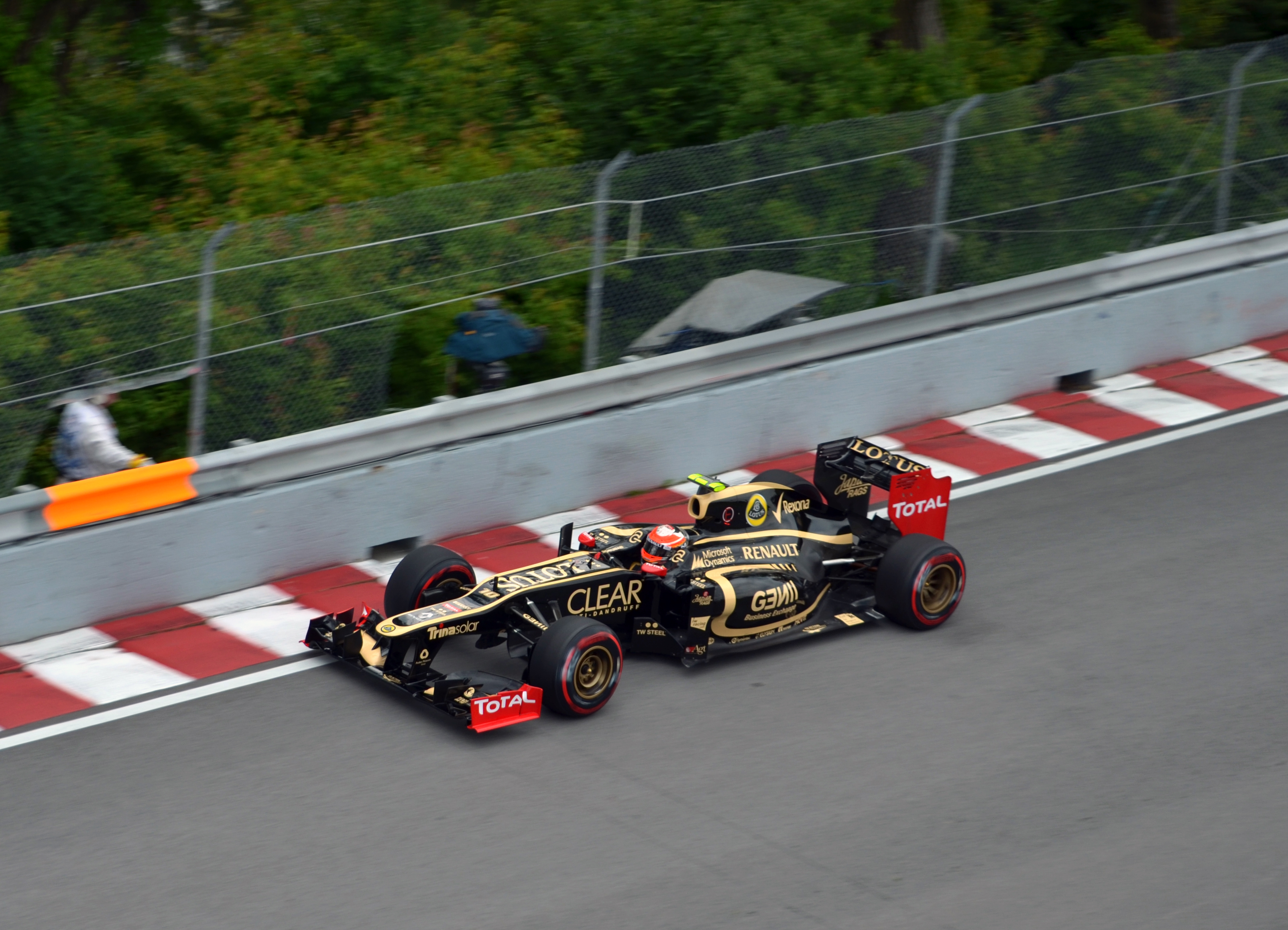
Ромен Грожан на Гран-прі Канади

Під час другої частини кваліфікації до Гран-прі Канади Кімі Райкконен показав час 1:14.734, що забезпечило йому дванадцяте місце  . Грожан пройшов у Q3, де показав час 1:14.645, що дозволило йому розпочати гонку з сьомого місця  . На старті Грожан випередив ді Реста , а Райкконен випередив Кобаясі  . Після помилки Феліпе Масси на шостому колі обидва пілоти Lotus піднялися на одну позицію  . На 15 колі Райкконен обігнав Баттона за допомогою DRS  . На 21 колі Грожан вийшов у бокси  . З тих пір Райкконен займає четверте місце, який ще не виступав у боксах і не затримував пілотів, що стояли за ним   . Фін вийшов у бокси на 41 колі  . Після виходу з боксів його випередив Ніко Росберг, а на 51 колі його також обігнав Марк Веббер  . Через знос шин Феттель вийшов на другий піт-стоп, завдяки чому Грожан його випередив  . Також на 65 колі француз випередив Фернандо Алонсо, у якого, як і у Феттеля, були проблеми з шинами   . Грожан фінішував другим, а Райкконен фінішував восьмим, відстаючи від Веббера в другій половині гонки .
Обидва пілоти Lotus брали участь у Q3 Гран-прі Європи, де четвертий Грожан з часом 1:38.505 був на вісім тисячних секунди швидшим за п'ятого Райкконена  . На старті Грожан піднявся на третє місце, випередивши Пастора Мальдонадо, а Райкконен відстав від Кобаясі   . На 15 колі до піт-стопу приїхав Райкконен, механіки якого змінили колеса швидше за механіків Sauber Кобаясі, завдяки чому фін випередив японця, але позаду Фернандо Алонсо  . Через два кола Грожан увійшов у бокси й незабаром обігнав Росберга та ді Ресту й піднявся на  місце. Райкконен піднявся на чотири позиції протягом двох кіл  . На 22 колі фін випередив ді Ресту і став п'ятим   . З 27 по 33 коло відбулася нейтралізація через зіткнення між Жаном-Еріком Вернем і Хейккі Ковалайненом ; одразу після пит-кару безпеки обидва пілоти Lotus втратили свої позиції: Грожан Алонсо, а Райкконен Хемілтону  . На 34 колі через несправність генератора Себастьян Феттель вибув, а Грожан і Райкконен відійшли на одну позицію  . На 41 колі Грожан знявся з гонки через несправність генератора  . Наприкінці гонки Райкконен випередив Хемілтона, у якого були проблеми з шинами, і фінішував другим у гонці .

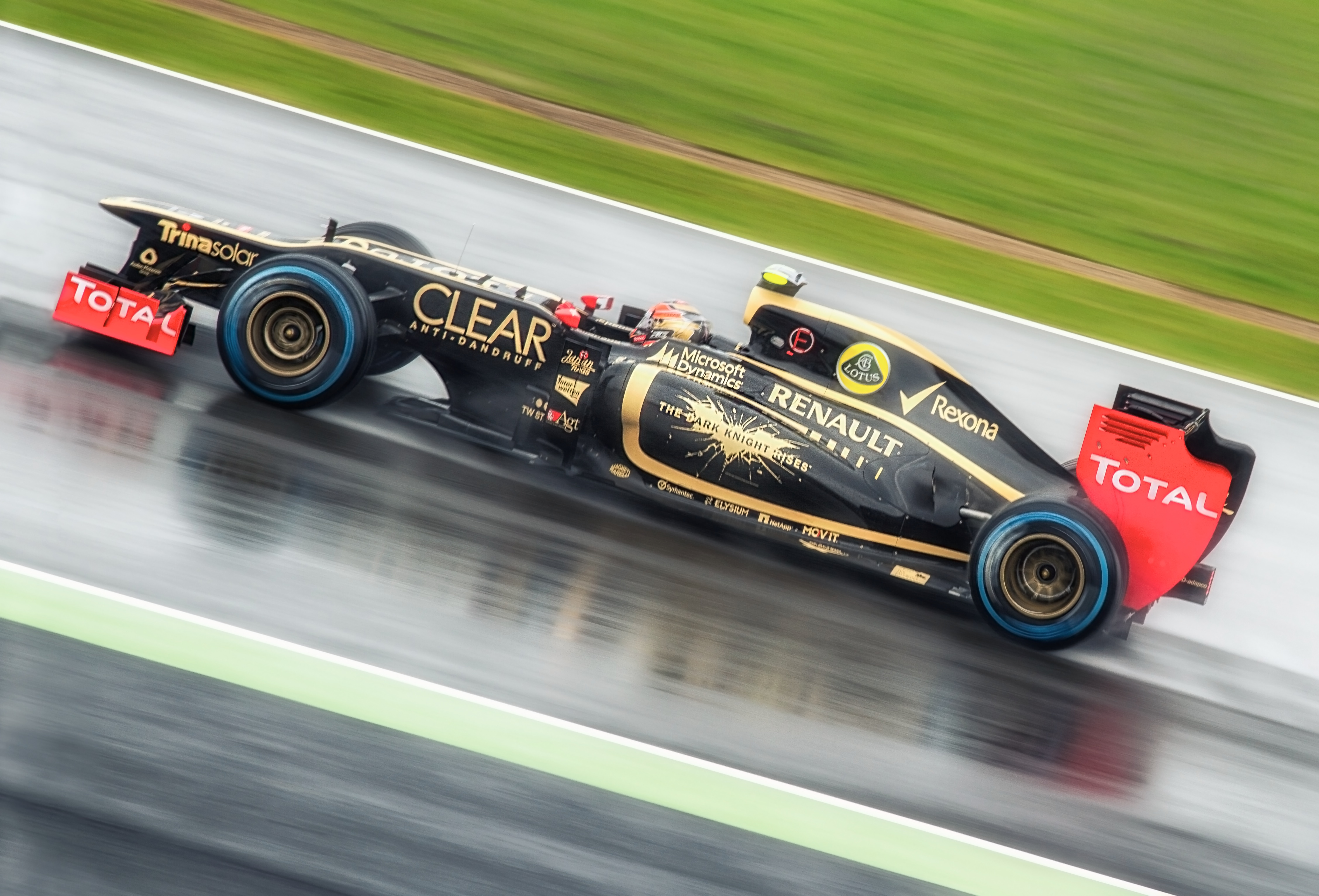
Ромен Грожан на Гран-прі Великобританії

У кваліфікації до Гран-прі Великої Британії обидва гонщики команд пройшли в Q3, але на колі спуску Q2 Грожан зіткнувся з гравієм і не взяв участі у фінальній частині сесії  . Райкконен встановив час 1:53.290 в останній частині кваліфікації в дощові умови, що забезпечило йому шосте місце  . За незаконну заміну коробки передач Ніко Хюлькенберг отримав п'ять місць у таблиці, що поставило Грожану на дев'яте місце  . На старті француз пошкодив передній спойлер і Райкконена наздогнав Мальдонадо  . На третьому колі Грожан вийшов у бокси за спойлер і заміну шин, а на четвертому Райкконен відновив свою позицію  . Грожан компенсував програш і після серії піт-стопів суперників був восьмим  . На 24 колі Райкконен випередив Шумахера  . Після другого піт-стопу Грожан випередив Росберга і Баттона  . Наприкінці гонки Райкконен безуспішно намагався випередити Феліпе Массу та фінішував п’ятим , також показавши найшвидше коло гонки  . Грожан фінішував шостим .
Перша частина кваліфікації на Гран-прі Німеччини пройшла в сухих умовах, але в Q2 і Q3 йшов дощ  . У цих умовах Грожан не пройшов до третьої частини, отримавши час 1:40.574 у Q2 і п'ятнадцяте місце  . Більше того, у автомобіля француза замінили коробку передач, що суперечить регламенту, за що він отримав штраф у вигляді зміни п’яти стартових місць  . Райкконен пройшов у Q3, де досяг останнього, десятого результату (1:45,811)  . На старті гонки відбулося зіткнення, в результаті якого Грожан був відправлений в бокси для заміни переднього спойлера  . Райкконен, навпаки, боровся за позицію з Полом ді Реста і на четвертому колі зумів випередити британця   . Після першої сесії на піт-стопі фін випередив Веббера і Мальдонадо, а на 21 колі обігнав Шумахера і піднявся на четверте місце   . Фінляндський гонщик фінішував на цій позиції, але після гонки Себастьян Феттель отримав 20 секунд штрафу за неправильний обгін Дженсона Баттона поза трасою, в результаті чого Райкконен посів третє місце на Гран-прі Німеччини  . Грожан завершив гонку на вісімнадцятому місці .

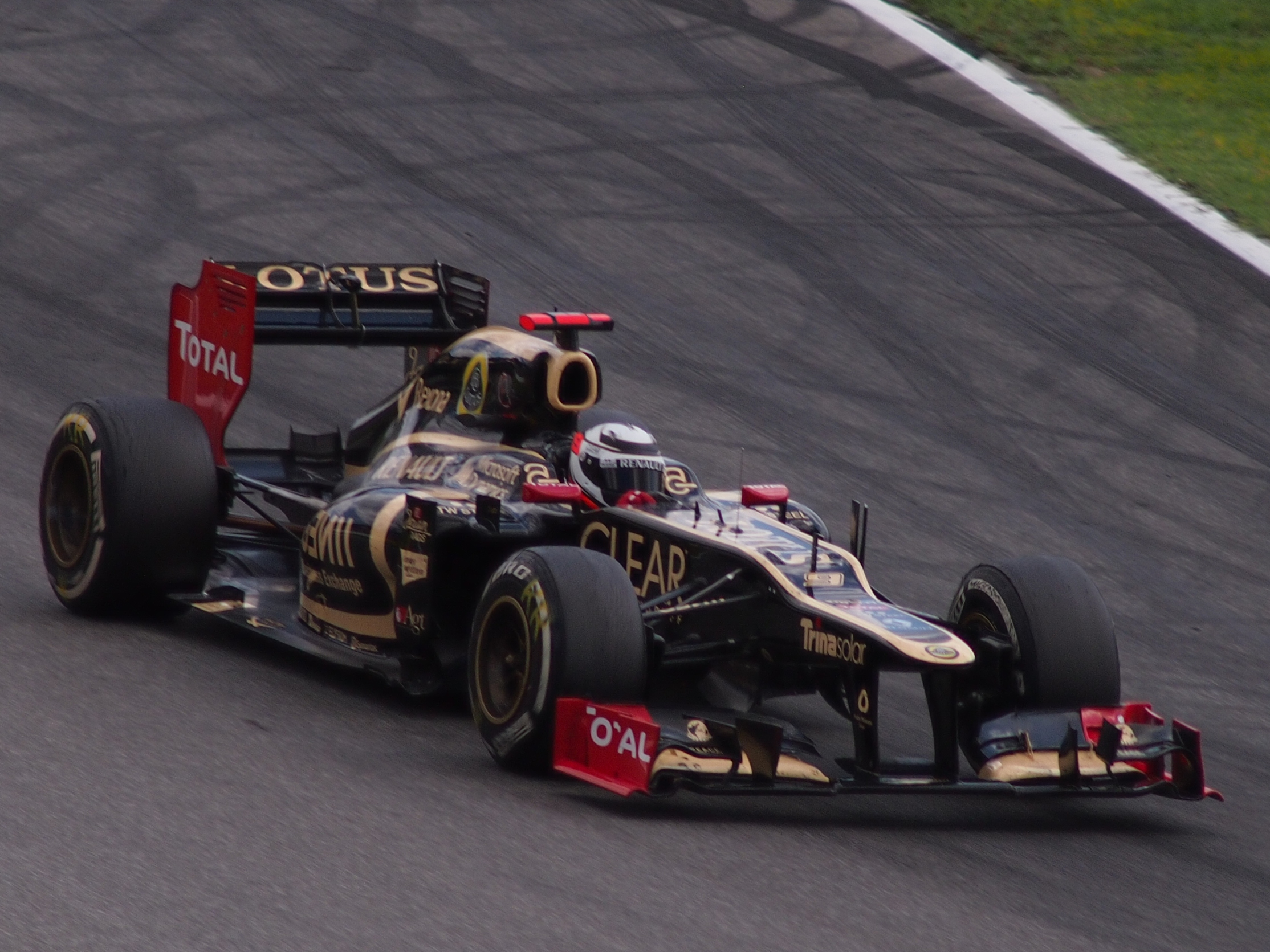
Кімі Райкконен на Гран-прі Німеччини

Наприкінці Q3 Гран-прі Угорщини Грожан показав час 1:21.366, випередивши Феттеля, що дало йому другий поул   . Райкконен був п'ятим із часом 1:21,730  . У другому повороті першого кола гонки Алонсо випередив Райкконена, у якого були проблеми з системою KERS   . Lotus вибрав для фіна вдалу стратегію, завдяки якій після піт-стопу на 20 колі він випередив Алонсо   . Грожан після піт-стопу, маючи м'які шини, безуспішно намагався обігнати Хемілтона  . На другому піт-стопі француз зійшов на 39 колі , але залишив позаду Алонсо, якого не зміг обігнати  . Райкконен, який на той момент був лідером, скористався цим і збільшив свою перевагу  . Після піт-стопу на 45-му колі  фін пішов перед Феттелем і поруч із Грожаном, якого йому вдалося обігнати  . Райкконен швидко наздогнав лідируючого Хемілтона, але не зміг його обігнати і фінішував у гонці другим  . Грожан став третім .
Обидва пілоти Lotus брали участь у Q3 Гран-прі Бельгії, де Райкконен фінішував четвертим (1:48.205), а Грожан — дев'ятим (1:48.538)  . Однак покарання, накладені на Пастора Мальдонадо (блокування Хюлькенберга в Q1) і Марка Веббера (нерегульована заміна коробки передач), призвели до того, що пілоти Lotus стартували на одну позицію вище  . На старті Грожан штовхнув Хемілтона, який втратив контроль над болідом, і вдарив у задню частину боліда француза, який також зіткнувся з Пересом і Алонсо  . Вийшов автомобіль безпеки, і Райкконен на той момент був другим, позаду Дженсона Баттона  . Після завершення нейтралізації на п'ятому колі фіна випередив Ніко Хюлькенберг  . На одинадцятому колі пілот Lotus зробив перший піт-стоп  . Хюлькенберг після піт-стопу на 14 колі залишив позаду Райкконена, якому згодом вдалося випередити Ніко Росберга  . Після піт-стопів Шумахера (19 коло) і Феттеля (21 коло) фін піднявся на друге місце  . На 29 колі Райкконен зробив другий піт-стоп і залишив позаду Феттеля та Шумахера   . На 32 колі фін випередив Шумахера в шикані автобусної зупинки, але Шумахер відновив позицію через кілька секунд після використання DRS  . На 34 колі Райкконен випередив Шумахера на повороті Eau Rouge і утримував третє місце до фінішу .

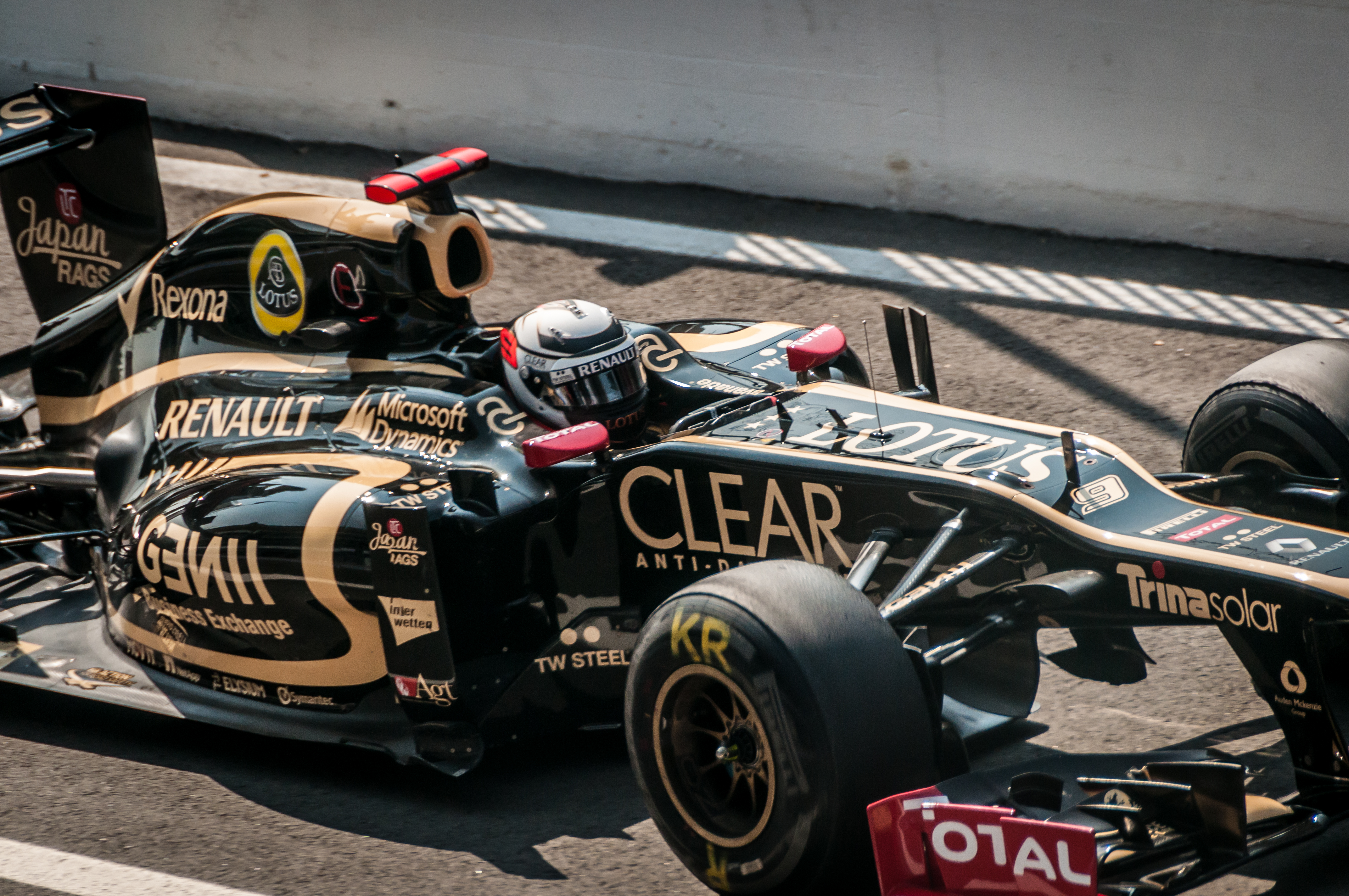
Кімі Райкконен на Гран-прі Італії

Після Гран-прі Бельгії Марк Веббер назвав Грожан «божевільним з першого кола»  . За спричинення зіткнення на Гран-прі Бельгії француз був відсторонений Fédération Internationale de l'Automobile на Гран-прі Італії  ; це був перший випадок, коли пілот був відсторонений за зіткнення з 1994 року, коли Едді Ірвайн (за спричинення зіткнення на Гран-прі Бразилії ) і Міка Хаккінен (за зіткнення на Гран-прі Німеччини ) були відсторонені на одну гонку  .  . На Гран-прі Італії Грожан був замінений Жеромом д'Амброзіо .
У першому кварталі Гран-прі Італії д'Амброзіо взяв фінальний час підвищення, а в другому кварталі він фінішував 16-м за 1:25,408  . У гонці, однак, бельгієць стартував з п'ятнадцятого місця, оскільки за фальстарт і зіткнення з Тімо Глоком під час Гран-прі Бельгії Пастор Мальдонадо був покараний зсувом на десять стартових позицій  . Райкконен пройшов у Q3, де він був восьмим з результатом 1:24.855, але через покарання, накладене на Пола ді Ресту за неправильну зміну коробки передач, він стартував сьомим  . На першому колі гонки фіна випередив Фернандо Алонсо  . На шостому колі в боліда д'Амброзіо вийшов з ладу KERS  . На 17 колі Райкконена випередив Серхіо Перес, а через коло він вийшов на бокси, після чого залишив позаду Міхаеля Шумахера  . Д'Амбросіо пройшов у бокси на 27 колі  . Після піт-стопу Перес випередив Райкконена на п'ятій позиції на 36 колі, але він повернув свою позицію через коло, коли він випередив Міхаеля Шумахера на піт-стопі  . Райкконен завершив гонку на п'ятій позиції, а д'Амбросіо – на тринадцятій .

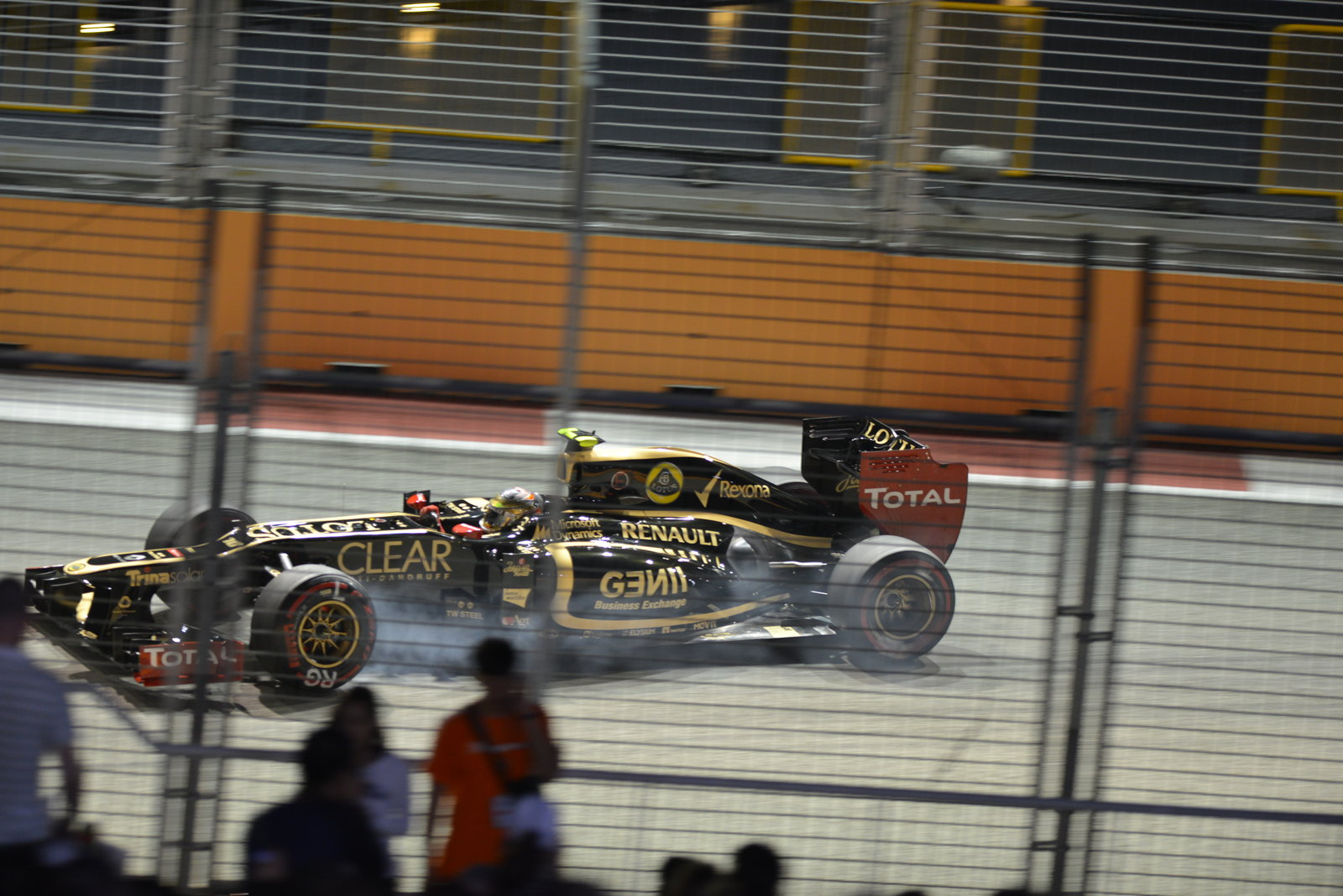
Ромен Грожан на Гран-прі Сінгапуру

Під час Q2 Гран-прі Сінгапуру Грожан врізався в бар'єр і був змушений піти в гараж, але його машину відремонтували, і за п'ять хвилин до кінця цієї частини сесії француз повернувся на трасу  . Грожан зміг перейти до Q3, на відміну від Райкконена, який показав час 1:48,261, що посіло його 12 місце  . У третій частині кваліфікації Грожан показав восьмий час – 1:47,788  . Під час гонки після першої сесії піт-стопу француз залишився позаду Ніко Росберга  . На 32 колі Грожан зробив другий піт-стоп, а за ним Райкконен через  . Тоді після аварії Нараїна Картікеяна на трасі була розгорнута машина безпеки  . Безпосередньо перед поновленням гонки Грожан був дев'ятим, а Райкконен - дванадцятим  . Відразу після відновлення змагань Грожан обійшов Хюлькенберга та Переса; була також аварія для Верня та Шумахера, яка призвела до другого заїзду автомобіля безпеки, під час якого Веббер, Хюлькенберг і Перес вийшли в бокси  . Це означало, що коли гонка була відновлена знову, Грожан був шостим, а Райкконен був майже позаду  . На 46 колі  Грожан обійшов швидшого Райкконена  . Фін фінішував шостим, а француз .

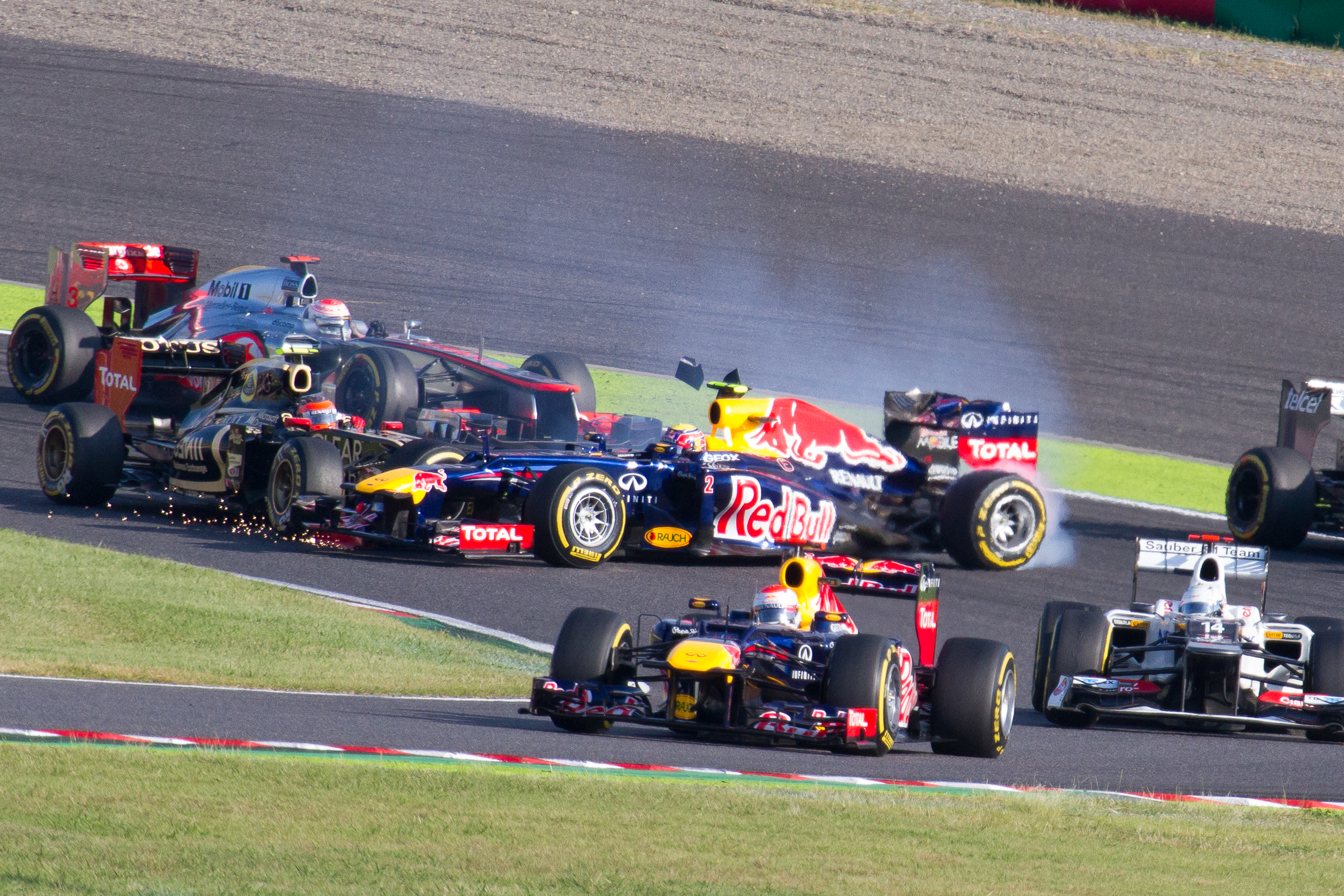
Ромен Грожан і Марк Веббер зіткнулися на Гран-прі Японії

У Q3 Гран-прі Японії Ромен Грожан встановив час 1:31.898, а Кімі Райкконен — 1:32.208, що дозволило пілотам Lotus посісти п'яте і восьме місця відповідно  . Однак покарання, накладене на Дженсона Баттона за заміну коробки передач не відповідно до правил, призвело до того, що Грожан і Райкконен стартували вище  . На старті гонки відбулося кілька зіткнень, в тому числі Грожан з Марком Веббером, за що французу довелося відбути штраф stop & go  . Крім того, Райкконен вийшов на контакт з Алонсо, в результаті чого іспанець завершив гонку  . Автомобіль безпеки був на трасі; Райкконен на той момент був п'ятим  . Відразу після автомобіля безпеки на третьому колі Серхіо Перес спробував обігнати фіна, але ця спроба закінчилася невдачею  . На 14 колі Райкконен зробив свій перший піт-стоп, перш ніж обігнати Вергне та Ковалайнена  . Після піт-стопу Переса він також випередив мексиканця  . На 31 колі Райкконен зробив другий піт-стоп, а Льюїс Хемілтон, завершивши свій піт-стоп, випередив фіна  . Наприкінці гонки машина Грожан, яка була на 15-му місці  зносила достатньо шин, тому він вирішив зійти на 52-му колі та був класифікований на 19-му місці   . Райкконен завершив змагання на шостому місці .
У третій частині кваліфікації до Гран-прі Південної Кореї Райкконен був п'ятим з часом 1:37.625, а Грожан з результатом 1:37.934 — сьомим  . На старті гонки обидва пілоти втратили по одній позиції: Райкконена випередив Масса, а Грожан — Хюлькенберг  . На 14-му колі француз зробив перший піт-стоп, за ним через  пішов фін. На 17 колі Райкконен випередив Переса  . На 24 колі фінський гонщик наблизився до Хемілтона, який через три кола вийшов на другий піт-стоп  . На 32 колі другий піт-стоп зробив Грожан , а через три кола — Райкконен  . Згодом французу вдалося випередити Хюлькенберга, коли той виїжджав з піт-лейну  . Потім він спробував випередити Хемілтона, чим скористався Хюлькенберг, який випередив і француза, і британця  . Грожан фінішував сьомим, а його напарник – п’ятим .
Грожан не зміг пройти в Q3 під час кваліфікації Гран-прі Індії (11-е місце, 1:26.136), але Райкконен зміг це зробити, фінішувавши сьомим в останній частині сесії з часом 1:26.236  . Під час гонки на 15 колі Грожан обігнав Мальдонадо десятим , а на 23 колі випередив Росберга  . Після піт-стопу на 36 колі Грожан вийшов дев'ятим   . Райкконен фінішував на змаганнях сьомим .

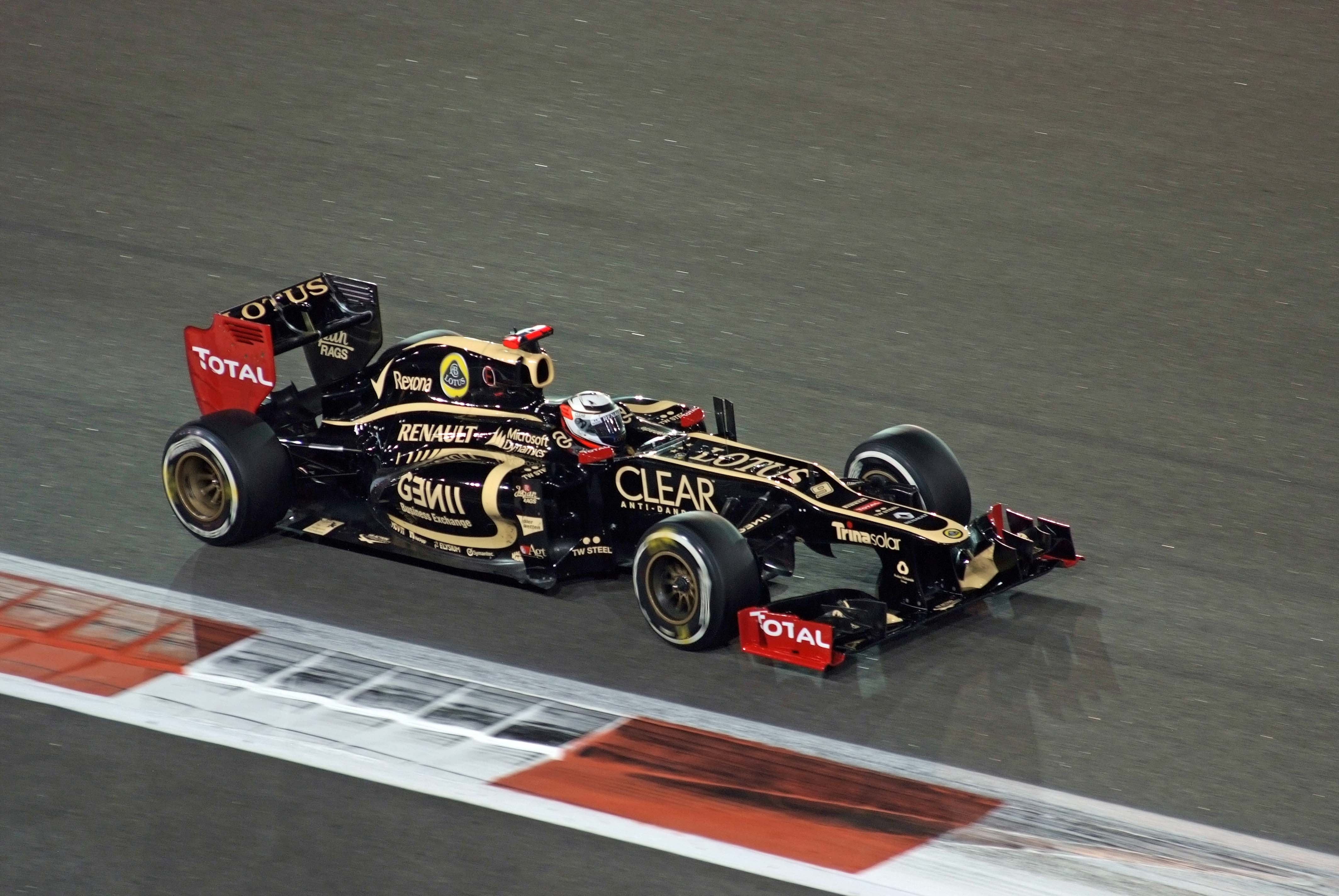
Кімі Райкконен на переможному Гран-прі Абу-Дабі. Це була перша перемога Райкконена після Гран-прі Бельгії 2009 року та перша перемога Lotus після Гран-прі Сходу США 1987 року

У Q3 Гран-прі Абу-Дабі Райкконен був четвертим (1:41,260), а Грожан — десятим (1:41,778)  . Себастьян Феттель, який посів третє місце, був виключений з результатів кваліфікації через те, що після сесії в його боліді залишилося занадто мало палива, внаслідок чого пілоти Lotus стартували вище  . Райкконен піднявся на друге місце на старті, а Грожан зіткнувся з Росбергом і вийшов на заміну спойлера  . На сьомому колі Росберг і Картікеян зіткнулися, в результаті чого на трасі опинилася машина безпеки  . Цим скористався Грожан, вийшовши на другий піт-стоп  . На 20 колі лідируючий Хемілтон зійшов з гонки, і Райкконен взяв лідерство  . Фін весь час лідирував у гонці, а Грожан регулярно набирав позиції  . На 38 колі Грожан , який посів п'яте місце, випередили Перес і ді Реста  . Під час бою з ді Реста мексиканець вилетів з траси, а на поверненні вдарив Грожан, якого також вдарив Веббер і завершив змагання  . В результаті автомобіль безпеки вдруге з'явився на трасі, і після його виходу на 43 колі Райкконен почав віддалятися від суперників  . Ближче до кінця гонки другий Алонсо наздоганяв фіна, але на передостанньому колі припустився помилки, через яку він відійшов від Райкконена на секунду і не зміг використати DRS  . Райкконен виграв Гран-прі Абу-Дабі з перевагою в 0,885 секунди над Алонсо  . Це була вісімдесята перемога Lotus як конструктора та перша з 1987 року, коли Айртон Сенна виграв Гран-прі Монако та Детройта для Lotus  . Це також була 19-та перемога Райкконена і 48-а для команди з Енстоуна, раніше відомої як Benetton і Renault .

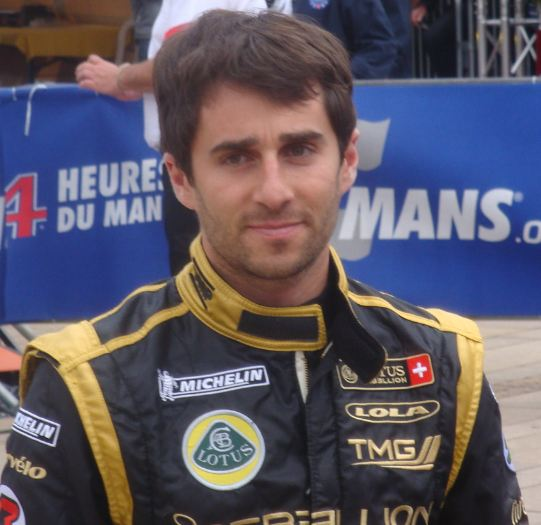
Ніколас Прост

Після Гран-прі Абу-Дабі на трасі Яс-Маріна відбувся тест для молодих пілотів. Lotus представляли Ніколас Прост , Едоардо Мортара та Давіде Вальсеккі  . У перший день Прост проїхав 55 кіл і став п'ятим із семи пілотів, показавши час 1:44.194, тобто більше ніж на півтори секунди відстав від першого Кевіна Магнуссена  . У другий день Мортара проїхав 75 кіл і став третім із найкращим часом 1:43,418, що на 0,739 секунди відставало від найкращого часу Антоніу Фелікса да Кошти  . У третій день Вальсеккі проїхав 86 кіл, і його найкращий час (1:42.677) дозволив йому посісти перше місце .
І Райкконен, і Грожан брали участь у третій частині кваліфікації Гран-прі США  . Грожан показав час 1:36,587, а Райкконен - 1:36,708, помістивши їх на четверте та п'яте місця відповідно  . Однак Грожан отримав штраф у вигляді зміни п'яти стартових місць за неправильну заміну коробки передач  . Такий же штраф отримав і Феліпе Масса, в результаті чого Грожан стартував з восьмого місця, а Райкконен - з четвертого  . Райкконен погано стартував у гонці, втративши чотири позиції, на відміну від Грожан, який випередив фіна і Міхаеля Шумахера на другому колі   . Райкконен також випередив Шумахера на четвертому колі  . На сьомому колі Грожан зійшов з траси і повернувся на змагання позаду Шумахера  . На 10-й петлі француз зробив піт-стоп  . На 13 колі Райкконен випередив Хюлькенберга в боротьбі за п'яте місце  . Фін вийшов у бокси на 24 колі і повернувся на трасу на шостому місці (Грошян на цей момент був восьмим)  . Після піт-стопів Даніеля Ріккардо, Феліпе Масси та Дженсона Баттона Райкконен піднявся на четверте місце, а Грожан — на шосте  . На 37 колі Баттон випередив Грожан, а через два кола Масса застосував подібний маневр на Райкконені  . На 45-му кругу британцю вдалося випередити фіна  . Ближче до кінця гонки Грожан був майже позаду Райкконена, але не зміг його обігнати, фінішувавши сьомим, а Райкконен — шостим  .
Під час Q1 Гран-прі Бразилії Грожан зіткнувся з Педро де ла Росою, в результаті чого втратив передній спойлер  . Французу в боксах поставили новий спойлер  . Грожан не зміг кваліфікуватися у Q2, показавши час 1:16,967, що поставило його на 18 місце  . Райкконен перейшов до Q3, де він був дев'ятим із часом 1:13,298  . Після покарання, накладеного на Пастора Мальдонадо (зрушив сітку на 10 за те, що він не зупинився на зважування протягом Q2)  фін стартував з восьмого місця  . Гонка проходила в умовах дощу  . Райкконен зберіг своє місце на решітці, уникнувши зіткнення з Себастьяном Феттелем   . Грожан, однак, швидко завоював позиції: на другому колі він був чотирнадцятим, а на п'ятому — одинадцятим  . На шостому колі Райкконен пройшов у бокси  . На цьому ж колі Грожан вилетів з траси і розбив машину, завершивши змагання  . Після піт-стопу Райкконен повернувся на трасу на 19 місці, але на 21 колі після обгону Міхаеля Шумахера був уже десятим   . На 51 колі фін піднявся на дев'яте місце, але через коло він зійшов з траси і спробував повернутися на неї по додатковій алеї, яка, однак, була закрита  . Однак Райкконену вдалося розвернутися і продовжити гонку  . В результаті цієї події Райкконен опустився на 18 місце, але протягом чотирьох кіл піднявся на сім позицій  . Після аварії Пауля ді Реста фін піднявся на десяте місце, де і завершив змагання .
Райкконен посів третє місце в чемпіонаті водіїв з 207 очками, Грожан був восьмим з 96 очками, а д'Амброзіо не набрав жодного очка і посів 23 місце  . У Чемпіонаті серед конструкторів 2012 року Lotus набрав 303 бали та посів четверте місце , що стало кращим результатом порівняно з 2011 роком, коли Renault (пізніше Lotus) набрав 73 очки та посів п’яте місце в Чемпіонаті конструкторів  . Після Гран-прі Бразилії Ерік Бульє описав сезон 2012 року для Lotus як «дуже хороший» .

## Думки
Щомісячник « F1 Racing » визнав, що Lotus E20 був одним із найрівніших автомобілів у сезоні Формули-1 2012 року, оскільки він їздив систематично, тоді як суперники мали неоднозначні результати  . З цієї причини він назвав модель «нудною» і «залишається в тіні»  . Технічний директор команди Джеймс Еллісон наприкінці сезону 2012 року заявив, що модель не є ані авангардною, ані традиційною, а метою Lotus було побудувати якнайшвидшу машину  . Еллісон також високо оцінив несхвалену систему реактивної підвіски  . Гоночний інженер Саймон Ренні підкреслив, що на відміну від Renault R31, автомобіль завжди легко налаштовувався і мав хороший баланс, що було складно, оскільки Райкконен і Грожан мали різні стилі водіння  . Журнал зазначив, що E20 краще ставився до шин у теплих умовах, і Еллісон додав, що це була одна з причин, чому автомобіль показав кращі результати в гонці, ніж у кваліфікації .
Нельсон Піке-молодший назвав машину «фантастичною», водночас критикуючи форму Райкконена та Грожан і додаючи, що Фернандо Алонсо досяг би набагато кращих результатів з E20 .

## Результати Формули-1
| Рік      | Команда       | Двигун            | Шини | Пілот            | 1    | 2    | 3   | 4   | 5   | 6    | 7   | 8    | 9   | 10  | 11  | 12   | 13   | 14  | 15  | 16  | 17  | 18   | 19  | 20   | Очки | Місце |
| -------- | ------------- | ----------------- | ---- | ---------------- | ---- | ---- | --- | --- | --- | ---- | --- | ---- | --- | --- | --- | ---- | ---- | --- | --- | --- | --- | ---- | --- | ---- | ---- | ----- |
| 2012     | Lotus F1 Team | Renault RS27-2012 | P    |                  | АВС  | МАЛ  | КИТ | БАХ | ІСП | МОН  | КАН | ЄВР  | ВЕЛ | НІМ | УГО | БЕЛ  | ІТА  | СІН | ЯПО | КОР | ІНД | АБУ  | США | БРА  | 303  | 4     |
| 2012     | Lotus F1 Team | Renault RS27-2012 | P    | Кімі Ряйкконен   | 7    | 5    | 14  | 2   | 3   | 9    | 8   | 2    | 5   | 3   | 2   | 3    | 5    | 6   | 6   | 5   | 7   | 1    | 6   | 10   | 303  | 4     |
| 2012     | Lotus F1 Team | Renault RS27-2012 | P    | Роман Грожан     | Схід | Схід | 6   | 3   | 4   | Схід | 2   | Схід | 6   | 18  | 3   | Схід | Викл | 7   | 19† | 7   | 9   | Схід | 7   | Схід | 303  | 4     |
| 2012     | Lotus F1 Team | Renault RS27-2012 | P    | Жером Д'Амброзіо |      |      |     |     |     |      |     |      |     |     |     |      | 13   |     |     |     |     |      |     |      | 303  | 4     |
| Джерело: |               |                   |      |                  |      |      |     |     |     |      |     |      |     |     |     |      |      |     |     |     |     |      |     |      |      |       |

† Гонщик не фінішував на гран-прі, але був класифікований, оскільки подолав понад 90 % дистанції.